# Merkantilismus

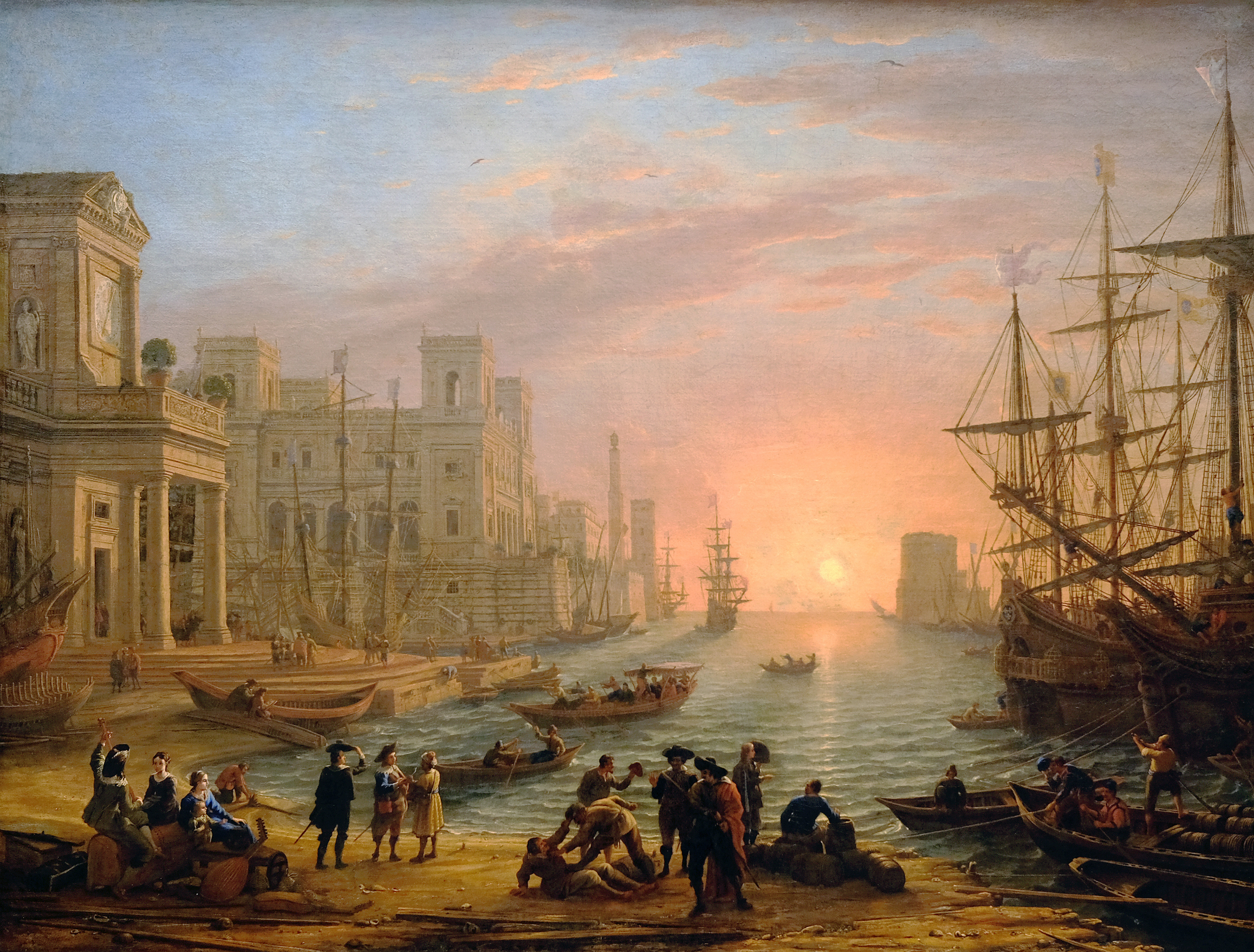
Wohlstand einer fiktiven Hafenstadt, Gemälde von Claude Lorrain (1639)

Merkantilismus (von französisch mercantile ‚kaufmännisch‘, lateinisch mercator ‚Kaufmann‘) ist eine Wirtschaftspolitik, die möglichst viele Waren aus dem Land ausführen möchte und möglichst wenig Waren ins Land lässt.
Diese Wirtschaftspolitik prägte die moderneren Länder in Europa und Bereiche in Afrika vom 16. Jahrhundert bis ins späte 18. und frühe 19. Jahrhundert. In der Wirtschaftstheorie wird diese Zeit auch als Frühkapitalismus bzw. in der Geschichtswissenschaft als Proto-Industrialisierung bezeichnet. Der Merkantilismus in Frankreich wurde durch die Physiokratie, im übrigen Europa durch die klassische Nationalökonomie verdrängt. Seit dem 19. Jahrhundert wird eine Wirtschaftspolitik, die auf Leistungsbilanzüberschüsse und eine protektionistische Beschäftigungsstabilisierung ausgerichtet ist, als Neomerkantilismus bezeichnet.
Ziel des Merkantilismus war eine positive Leistungsbilanz, indem auf eine positive Handelsbilanz abgezielt wurde, speziell mit fertigen Produkten. Der Grund dafür war, dass absolutistisch regierte Staaten wachsende und sichere Einnahmen anstrebten. Die Herrscher bezahlten ihre stehenden Heere, immer mehr Beamte und hatten einen großen repräsentativen Aufwand. In den freien Handel einzugreifen wurde wirtschaftspolitische Praxis. Exporte von Fertigwaren wurden aktiv gefördert und Importe von Fertigwaren gehemmt. Zunftprivilegien wurden abgebaut, der Markt innerhalb eines Staates wurde gefördert, indem man Binnenzölle abschaffte. Erste Strukturen des modernen Kapitalismus entstanden.

## Überblick

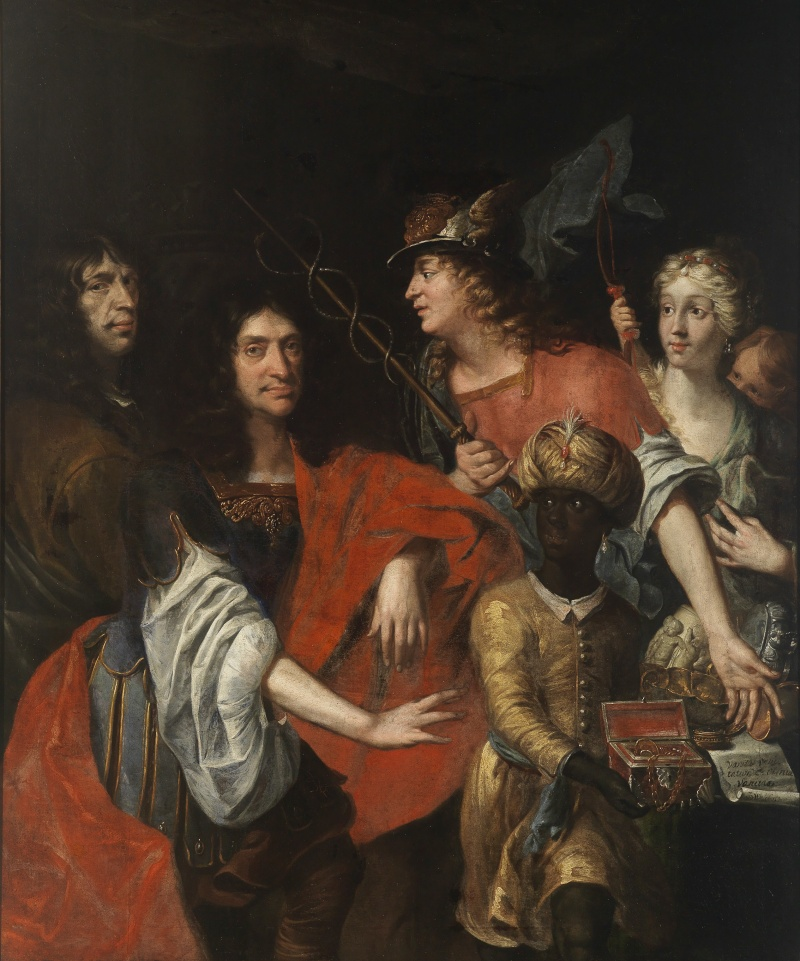
Allegorie auf den Erwerb von Hanauisch-Indien durch den Grafen Friedrich Kasimir von Hanau 1669, Gemälde von Johann David Welcker 1676?

Verschiedene Strömungen theoretischer und praktischer Wirtschaftspolitik, die unter dem Begriff des Merkantilismus zusammengefasst werden, dominierten vom 16. bis zum 18. Jahrhundert das politische Handeln. Die große Vielfalt der praktischen Empfehlungen kann nicht als eine geschlossene Theorie verstanden werden. Gleichwohl beruhten die Empfehlungen auf theoretischen Überlegungen, die erste Ansätze einer Wirtschaftstheorie darstellten.
Das oberste Ziel des Merkantilismus war die Mehrung des Reichtums des jeweiligen Herrschers. Die Steigerung der Staatseinnahmen sollte Macht und Einfluss des Landesherren stärken. Dazu wurde vor allem ein hohes Bevölkerungswachstum angestrebt. Ein weiterer Forschungsschwerpunkt war der Zusammenhang zwischen Lohnhöhe und Beschäftigung. Insbesondere durch ein hohes Bevölkerungswachstum sollte das Lohnniveau niedrig und das Arbeitskräftepotential hoch gehalten werden (Förderung der preislichen Wettbewerbsfähigkeit gegenüber ausländischer Produktion). Zudem wurde erwartet, dass ein Bevölkerungswachstum automatisch die Inlandsnachfrage (consumptio interna) erhöhe. Die Förderung des inländischen Handwerks und vor allem von Manufakturen sollte der Steigerung der Produktion und einer Substitution des Imports von Fertigwaren durch inländische Produkte dienen. Die Geldpolitik zielte auf eine Vereinheitlichung des Münzwesens und die Vermeidung von Geldabflüssen in das Ausland. Außerdem strebten Merkantilisten die Schaffung eines Binnenmarktes durch Abschaffung der inländischen Zölle und Vereinheitlichung der Gewichte und Maße an.
Eine Grundannahme des Merkantilismus war die Annahme von Unterbeschäftigung, die durch aktive Wirtschaftsförderung gelindert werden sollte. Man erkannte früh den Zusammenhang zwischen Geldumlauf, Geldmenge und dem Stand der Beschäftigung. Merkantilisten strebten deshalb neben der Vermehrung der Geldmenge Handelsbilanzüberschüsse an. Die Theorie, dass Handelsbilanzüberschüsse im Inland Wirtschaftswachstum ankurbeln, geht auf Thomas Mun zurück. Handelsbilanzüberschüsse bewirken nach Ansicht der Merkantilisten zunehmende Inlandsbeschäftigung und, wenn das Geld nicht gehortet wird, auch eine zunehmende Inlandsnachfrage (consumptio interna).

## Erste Ansätze ökonomischer Theorie
Erst zu Beginn der Neuzeit begannen sich erste Gelehrte mit wirtschaftswissenschaftlichen Themen zu befassen, insbesondere auf dem Gebiet der Geldtheorie. Die Theoretiker des Merkantilismus gehörten zu den Pionieren der Volkswirtschaftslehre. Erst das merkantilistische Versprechen von Steuermehreinnahmen durch Wirtschaftsförderung motivierte Könige und Fürsten dazu, an Universitäten erste Lehrstühle für Wirtschaftswissenschaften einzurichten. Besonders deutlich wurde dies im Heiligen Römischen Reich deutscher Nation, wo u. a. Veit Ludwig von Seckendorff, Philip Wilhelm von Hornick, Georg Heinrich Zincke, Johann Heinrich Gottlob von Justi und Joseph von Sonnenfels einen Lehrauftrag für Kameralwissenschaft erhielten. Veit Ludwig von Seckendorff wurde vom preußischen König sogar mit der Gründung der Friedrichs-Universität Halle beauftragt.

### Theorem der aktiven Handelsbilanz
In der frühen Neuzeit wurde das Denken von der simplen Gleichsetzung „Reichtumb das ist Gelt“ dominiert. Hinzu kam, dass frühe Monetaristen wie Thomas Gresham und John Hales und die Bullionisten um Thomas Milles die staatlichen Edelmetallreserven als Maßstab für die wirtschaftliche und militärische Stärke eines Staates nahmen, da es damals noch keine Messgrößen für das Volkseinkommen gab. Im Vereinigten Königreich wurde die Devise am konsequentesten umgesetzt und eine bullionistische Geldpolitik betrieben. Da man Geld und Gold mit Reichtum gleichsetzte, wurde ein Ausfuhrverbot für Geld und Edelmetalle erlassen. Das Ausfuhrverbot wurde noch durch eine Devisenbewirtschaftung ergänzt. Der gesamte Zahlungsverkehr mit dem Ausland musste über den „King’s Exchanger“ abgewickelt werden. Dieser sollte darauf achten, dass mit jedem Geschäft mehr Geld nach England hereinfloss als hinaus.
Die bullionistische Sichtweise wurde von Thomas Mun in seinem Hauptwerk England’s Treasure by Forraign Trade (veröffentlicht 1664) für zu eng erklärt. Es könne nicht darauf ankommen, im Außenhandel mit jedem einzelnen Staat einen Überschuss zu erzielen, sondern durchaus sinnvoll sein, viele Rohstoffe und Rohwaren zu importieren, um diese nach Verarbeitung in England zu höheren Preisen im Ausland zu verkaufen. Es solle nur darauf geachtet werden, dass in der Gesamtbilanz des Außenhandels ein Überschuss besteht.

“The ordinary means therefore to encrease our wealth and treasure is by Forraign Trade, wherein wee must ever observe this rule; to sell more to strangers yearly than wee consume of theirs in value.”

„Deshalb besteht das übliche Mittel um unseren Wohlstand zu mehren und die Schatztruhe zu füllen im Außenhandel, bei dem wir diese Regel befolgen müssen: Wir müssen jährlich mehr an Ausländer verkaufen als wir von diesen wertmäßig kaufen.“

Damit gelang erstmals eine logische Trennung von Reichtum und Geld. Zudem schuf Mun damit eine Außenhandelstheorie, die sich von der Betrachtung der Kapitalbilanz löste. Die Bullionisten verfolgten das Ziel einer positiven Kapitalbilanz durch Vermeidung jeglicher Kapitalabflüsse. Dies führte zwar automatisch zu einer positiven Zahlungsbilanz, schränkte aus Sicht von Mun jedoch den Außenhandel und damit die Entfaltung der Produktivkräfte übermäßig ein. Er riet dazu, eine positive Zahlungsbilanz durch geeignete Gestaltung des Außenhandels zu erzielen. Der Fokus rückte damit auf die Handelsbilanz. Konkret empfahl Mun alle Importe außer die von Rohwaren zu beschränken, die Exporte von Fertigwaren zu fördern und den Außenhandel möglichst nur über inländische Transportunternehmer zuzulassen. Ähnliche Empfehlungen hatte bereits Jean Bodin 1576 in seinen Les six livres de la république entwickelt. Durch Ausfuhrzölle auf Waren, deren Import für das Ausland unerlässlich ist, durch niedrige Einfuhrzölle auf benötigte Rohstoffe und durch hohe Importzölle auf ausländische Fertigprodukte sollte auf eine aktive Handelsbilanz (Handelsbilanzüberschuss) hingewirkt werden. Diese Thesen bildeten die Kernidee des Merkantilismus und von Muns Schrift „England’s Treasure by Forraign Trade“, die 1664 von seinem Sohn veröffentlicht wurde. Sie blieb, so Karl Marx, „für weitere hundert Jahre merkantilistisches Evangelium. Hat der Merkantilismus also ein epochemachendes Werk ‚als eine Art Inschrift am Eingang‘, so ist es dieses…“ „Wir finden … bei Dolmetschern des Merkantilsystems … sehr weitläufige Predigten darüber …, wie die Kapitalistennation den andern dümmeren Nationen das Verzehren ihrer Waren … überlassen, dagegen die produktive Konsumtion zu ihrer Lebensaufgabe machen muss“, das erinnere oft „an analoge asketische Ermahnungen der Kirchenväter“, urteilt Marx über den merkantilistischen Anspruch, mehr zu exportieren als zu importieren.
Charles Davenant geht über Mun hinaus, rät dazu, neben Rohstoffen auch Konsumgüter einzuführen, die im Ausland billiger hergestellt werden können. Dadurch würden Kräfte freigesetzt für die inländische Exportproduktion und höhere Handelsprofite möglich.
Im Merkantilismus gilt nicht der Handel generell als die Quelle des Reichtums. Sonst hätten seine Protagonisten auch auf den Binnenhandel statt nur auf den Außenhandel setzen müssen. Streng merkantilistisch ist die Auffassung, dass die Stärkung der eigenen zu Lasten der fremden Volkswirtschaften geht, dass im Außenhandel der eine gewinnt, was der andere verliert. Die Merkantilisten, so Marx, „muss man sich… nicht so dumm vorstellen, wie sie dargestellt werden von den späteren Vulgär-Freetraders.“ In fast allen ihren Schriften findet sich, so Werner Sombart der Satz, „dass die nationale Arbeit die Quelle des Volksreichtums sei; zum Teil mit fast genau denselben Worten, mit denen Adam Smith den Wealth of Nations einleitet.“ Sombart zitiert Davenant: „the Wealth of all nations arises from the labour and industry of the people.“ Wie William Petty hängen alle großen Merkantilisten der Arbeitswerttheorie an, auch wenn sie, schränkt Marx ein, allein die Arbeit für produktiv erklären, „deren Produkte, nach dem Ausland geschickt, mehr Geld zurückbringen, als sie gekostet haben.“ Profit entstünde, weil der Preis größer als der Wert der Waren sei. „Dies das alte Merkantilsystem. Der Wert besteht darin, dass ich kein Äquivalent, sondern mehr als das Äquivalent bekomme.“

### Geldlehre

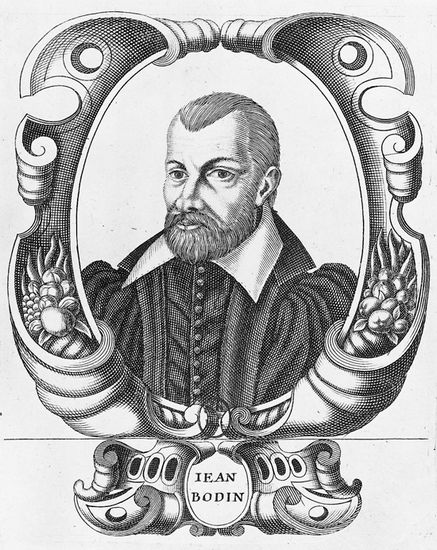
Jean Bodin

Eine einfache (naive) Quantitätstheorie des Geldes entwickelte Jean Bodin vor dem Hintergrund des starken Edelmetallzuflusses aus den Kolonien und der dadurch verursachten Inflation der Gold- und Silberwährungen (Preisrevolution). Demnach stehen Geldmenge und Geldwert in einem umgekehrten Verhältnis zueinander, das heißt, der Geldwert ist umso geringer, je höher die Geldmenge ist. John Law sah es umgekehrt: Die Preise (und mit ihnen die Geldmengen) seien gestiegen, weil das Silber in den 200 Jahren von 1500 bis 1700 auf ein Zwanzigstel seines Wertes gefallen war.
Entgegen späterer Kritik von Adam Smith propagierten die führenden Merkantilisten keineswegs eine simple Gleichsetzung von Geld mit Reichtum. John Locke war der erste, der in seiner 1668 verfassten, aber erst 1692 veröffentlichten Schrift Some Considerations of the Consequences of the Lowering of Interest, and Raising the Value of Money auf die Relevanz der Geldumlaufgeschwindigkeit hinwies. Diese Erkenntnis wurde später von Richard Cantillon in dem Essai sur la nature du commerce en général vertieft. Die Merkantilisten propagierten eine rasche Geldumlaufgeschwindigkeit und verurteilten Geldhortung:

„Der Wert des Geldes besteht einzig in seiner Verkehrung: je öffter es aus einer in eine andere Hand rouliret, je mehr bringet es seinem Eigenthümer ein. Wann aber in Cästen es verschlossen lieget, ist es kein Gold, sondern eine Todte und inutile Erde; und je mehr davon steril liegend […]: je stärker wird dadurch aller Handel und Wandel geschwächet und verhindert.“

Bei den meisten Merkantilisten standen hinsichtlich der Funktionalität des Geldes die Funktionen als Tauschmittel sowie als Recheneinheit und Wertmaßstab im Vordergrund, weniger aber die Wertbewahrungsfunktion. Zur Zeit des Merkantilismus bestanden die Währungen in der Regel aus Kurantmünzen. Zur Ausweitung der Geldmenge mussten also Edelmetalle angekauft werden. Während Spanien sehr viel Gold und Silber aus den Kolonien gewann, verfügten viele andere europäische Staaten über wenig bis keine Gold- und Silberbergwerke. Diese Staaten konnten Edelmetalle zur Münzprägung nur aus Außenhandelsüberschüssen gewinnen. Von Wilhelm von Schröder stammt die Überlegung, der Volkswirtschaft durch Ausgabe landesfürstlicher Wechsel einen monetären Impuls zu geben. Die Ausweitung der Geldmenge führte im ausgehenden Mittelalter und der frühen Neuzeit zu einer weiteren Ausweitung der Geldwirtschaft, die wiederum eine stärkere Arbeitsteilung förderte.
Nach der einfachen Quantitätstheorie des Geldes wäre eigentlich davon auszugehen gewesen, dass eine Erhöhung der Geldmenge und der Geldumlaufgeschwindigkeit, wie sie die Merkantilisten anstrebten, bei nicht sofort einsetzender Erhöhung des Güterangebots zu Preissteigerungen (also einer Erhöhung der Inflation) und somit über Verschlechterung der preislichen Wettbewerbsfähigkeit zu einer Verschlechterung der Exportchancen und somit zu einer passiven Außenhandelsbilanz führen muss. Die Merkantilisten gingen jedoch von einem Zustand der Unterbeschäftigung aus. Die Produktionskapazitäten seien unterausgelastet, so dass ein Anstieg der Nachfrage über eine gestiegene Geldmenge ohne größere Zeitverzögerung zu einer Erhöhung der Produktion führen würde. Eine steigende Geldmenge führe also zu keiner Erhöhung der Inflation.

### Zins und Reichtum
„Eine der bedeutendsten Leistungen des Merkantilismus für die Durchsetzung der kapitalistischen Produktionsweise“, schreibt Günter Fabiunke, „war die Überwindung des … monopolistischen Wucherzinses.“ Er behinderte die Entfaltung des Kapitals in Zirkulation und Produktion. Vor allem Josiah Child trat dafür ein, das zinstragende Kapital dem kommerziellen und industriellen Kapital unterzuordnen. Karl Marx bezeichnet ihn als den großen „Bekämpfer des Wuchers“ und als den „Vater des normalen englischen Privatbankiertums“, des modernen kapitalistischen Kredit-, Bank- und Börsenwesens. „Wenn es der Handel ist“, so Child, „der ein Land bereichert, und wenn die Herabsetzung des Zinses den Handel vermehrt, so ist eine Herabsetzung des Zinses oder die Beschränkung des Wuchers ohne Zweifel eine fruchtbare Hauptursache der Reichtümer einer Nation … Die Zinsreduktion kann eine Vermehrung des Reichtums, und die Vermehrung des Reichtums kann eine noch größere Zinsreduktion verursachen… Ich bin der Verteidiger der Industrie, und mein Gegner verteidigt die Faulheit und den Müßiggang.“

### Monopole

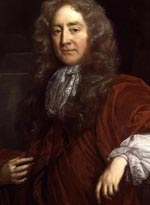
Josiah Child, porträtiert von John Riley (Datum unbekannt)

Die meisten Theoretiker wie z. B. Josiah Child oder Charles Davenant lehnten Monopole prinzipiell strikt ab, sahen in einzelnen Monopolgesellschaften aber auch Vorteile. In der Praxis wurden Monopole im Inlandsmarkt abgelehnt, Monopole zur Ausschaltung ausländischer Konkurrenz aber bisweilen befürwortet. Friedrich Engels betont schärfer: „Das Monopol war das Feldgeschrei der Merkantilisten, die Konkurrenz der Schlachtruf der liberalen Ökonomen.“ Er bezeichnet die Smithsche Kritik des Merkantilismus als einen notwendigen Fortschritt, weil „das Merkantilsystem mit seinen Monopolen und Verkehrshemmungen gestürzt wurde.“ Im Deutschen Reich wandte sich vor allem Johann Joachim Becher gegen Monopole, also die Situation, dass ein größerer Markt von nur einem Anbieter bedient wird, weil ein Monopol nur einen ernährt, obwohl der Markt bei optimaler Konkurrenzsituation für mehrere Anbieter existenzsichernde Geschäfte möglich machen würde. Er wandte sich auch gegen Polypole, also eine Situation, wo mehrere Anbieter einen Markt bedienen, der so klein ist, dass er nur zur Existenzsicherung von einem Anbieter ausreicht. Außerdem bezeichnete er Propole (Verkaufskartelle) als schädlich, weil sie dazu führen, dass Waren zunächst im Lager angehäuft werden, damit sie später einzeln zu Überpreisen verkauft werden können. Damit leistete Becher einen ersten Beitrag zur Marktformenlehre. Mit Reichstagsbeschluss von 1671 wurden Monopole verboten, Kartellabsprachen untersagt und die Vergabe kaiserlicher Privilegien abgeschafft.

### Arbeitsmarkt
Aus dem Ziel der Förderung von Exporten und der Verringerung der Importe folgt, dass eine hohe Produktion zu konkurrenzfähigen Preisen erzielt werden musste. Hierzu war es erforderlich, dass eine Reserve an billigen und fleißigen Arbeitskräften zur Verfügung stand. 1720 formulierte John Cary, dass die Arbeit fleißiger Menschen den Wohlstand der Nation ausmache. Deshalb sollten die Arbeitslosen nicht der Bettelei oder bestenfalls zweifelhaften Methoden des Gelderwerbs überlassen werden, sondern in Arbeitshäusern bei relativ niedrigem Lohn eine Arbeit vom Staat zugewiesen bekommen. In seinem Werk An Essay Towards Regulating the Trade and Employing the Poor of this Kingdom pries er den Export von Fertigwaren als eine Möglichkeit, die Löhne für die englischen Tagelöhner vom Ausland bezahlen zu lassen. William Petty sah darin auch den Vorteil, dass die Arbeit im arbeitsteiligen Manufaktursystem der Arbeitshäuser besonders effizient sein konnte. In seinem Treatise of Taxes and Contributions (1662) formulierte er, dass selbst eine völlig sinnlose Tätigkeit Nachfrageimpulse auslöste, deren Multiplikatoreffekt den Reichtum der Nation mehren würde. Auch die Substitution von Importen durch Ansiedlung von Gewerben, die bisher im Ausland produzierten, sollte durch niedrige Arbeitslöhne gefördert werden. „Es ist vielleicht besser, dass ein Volk kein Land hat, als dass ein Land kein Volk hat“, sagt Charles Davenant. Die reifen Merkantilisten sind, wie Jürgen Kuczynski bemerkt, für „eine zunehmende Bevölkerung, die arbeitet, die vollbeschäftigt ist. Daher wird … umgekehrt Arbeitslosigkeit als ein ernstliches Übel angesehen, gegen das man ankämpfen muss, ebenso wie gegen ‚Müßiggang‘.“ Frühe Ehen und eine große Kinderzahl werden gefördert, die Einwanderung erleichtert. Der Staat erlässt Blutgesetze gegen Arbeitsscheue und Vagabunden, unterstützt den Bau von Arbeitshäusern und lange Arbeitszeiten.

### Marktgesetze und Marktungleichgewichte

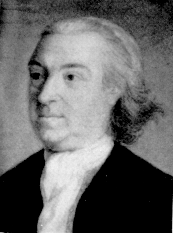
James Steuart

Ein Vertreter des späten Merkantilismus war James Steuart. In seinen Inquiry into the Principles of Political Economy (1767) benutzte er als erster die Begriffe Angebot und Nachfrage. Nach Steuart ist der Marktpreis bestimmt durch die Produktionskosten zuzüglich dem Gewinnaufschlag, den die Nachfragesituation zulässt. Sein intellektueller Konkurrent, der Begründer der Klassischen Nationalökonomie Adam Smith sah in seinem Werk The Wealth of Nations (1776) den Marktpreis als im Wesentlichen durch die Produktionskosten bestimmt an, die Nachfrage hatte bei ihm einen geringeren Einfluss auf den Preis als bei Steuart. Den Grenznutzen kannten beide Autoren noch nicht. Die ersten modernen Marktdiagramme entwickelte erst Alfred Marshall.
Steuarts Markttheorie führte in der Praxis dazu, dass er überbordenden staatlichen Interventionismus kritisierte. Anders als Adam Smith glaubte er aber, dass Marktungleichgewichte durch staatliche Intervention schneller beseitigt werden könnten als dies der Markt selbst vermag. Sein Werk wurde daher trotz gewisser Parallelen von der klassischen Nationalökonomie um Adam Smith eher kritisch gesehen. Breit rezipiert wurde es hingegen von der Historischen Schule der Nationalökonomie.

### Kolonien
Die Besiedlung von Kolonien führte zu einer Bevölkerungsabwanderung aus dem Mutterland und wurde daher von Merkantilisten nicht uneingeschränkt begrüßt. Der Vorteil von Kolonien bestand darin, dass von dort Rohstoffe bezogen werden konnten, deren Bezug über andere Länder tatsächlich oder potentiell Beschränkungen unterworfen war. Zudem dienten die Kolonien als Absatzmarkt für Fertigwaren des Mutterlandes. John Cary empfahl daher, die Besiedlung einzelner Kolonien davon abhängig zu machen, ob die Kolonien den Beschäftigungsgrad im Mutterland erhöhen könnten.

### Besonderheiten des Kameralismus

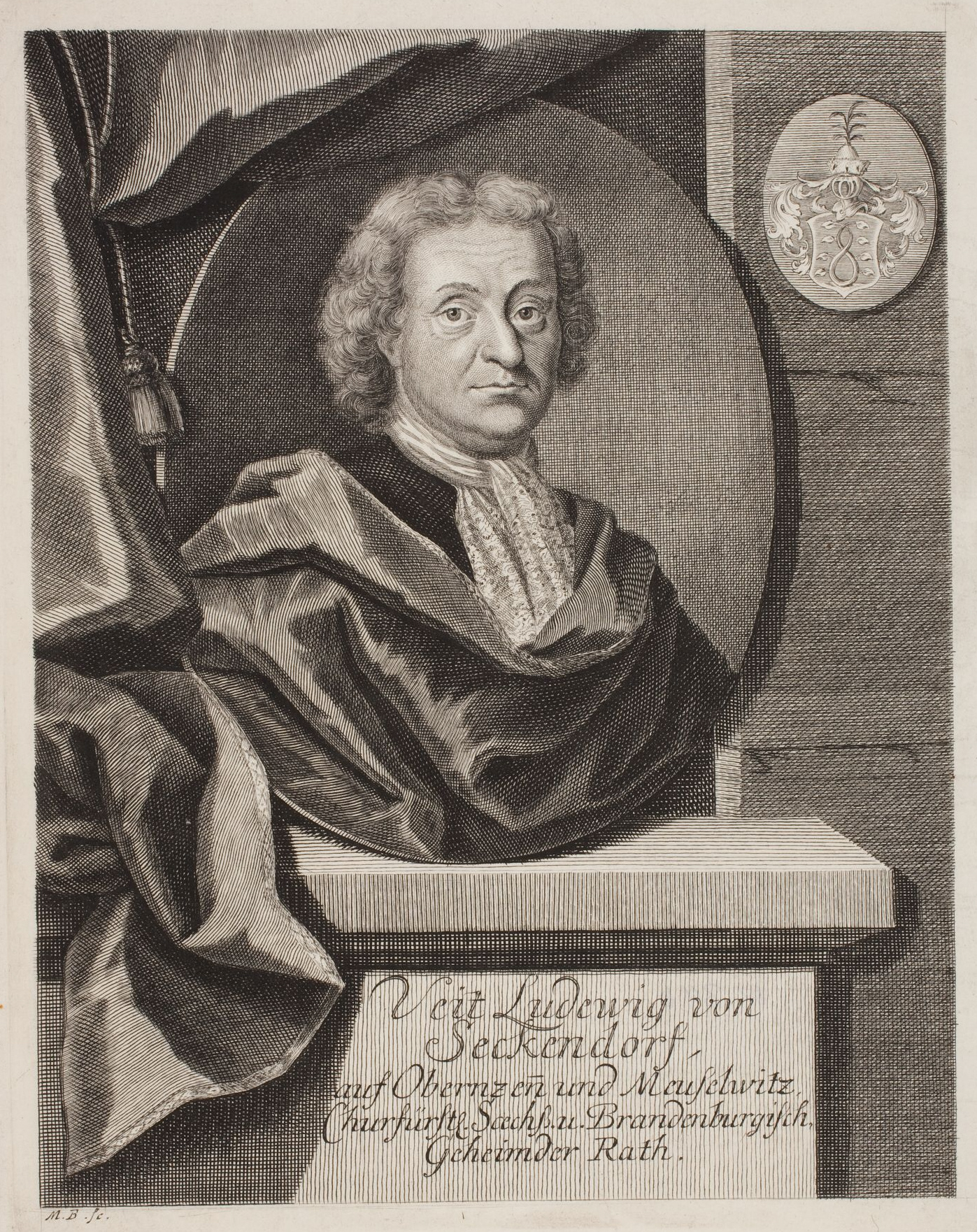
Veit Ludwig von Seckendorff (Kupferstich von Martin Bernigeroth, 1701)

Der Kameralismus ist die deutsche Variante des Merkantilismus, die sich graduell von den anderen Varianten unterscheidet. Während sich die meisten Merkantilisten auf die Förderung des Handels und des Gewerbes konzentrierten, empfahlen die Kameralisten wie Johann Joachim Becher und Philip Wilhelm von Hornick eine gleichgewichtige Entwicklung von Landwirtschaft, gewerblicher Fertigung und Handel, damit die Inlandsnachfrage aus allen drei Sektoren ausreichend bedient werden kann. Vor dem Hintergrund der massiven Bevölkerungsverluste durch den Dreißigjährigen Krieg – in vielen Territorien des Deutschen Reiches hatte sich die Bevölkerungszahl halbiert – hatte sogar der landwirtschaftliche Sektor gewaltige Produktionsrückgänge zu verzeichnen. Becher formulierte deshalb, dass die merkantilistische Formel: „Je mehr Menschen an einem Ort zusammenkommen, desto mehr können voneinander leben“ nur dann funktioniere, wenn alle Sektoren expandieren. Während andere Varianten des Merkantilismus in erster Linie Gewinne aus dem Handel anstreben und den Wohlstand der Nationen daher als Nullsummenspiel betrachteten, bei der eine Nation nur durch günstigere Handelsbedingungen auf Kosten anderer Nationen zu Wohlstand gelangen kann, entstand nach Ansicht des Kameralismus Wohlstand bereits durch Produktion. Für die Kameralisten war der Wohlstand der Nationen also kein Nullsummenspiel.
Die theoretische Grundlage der Peuplierungspolitik, also der (Wieder-)Besiedlung entvölkerter oder dünn besiedelter Gebiete bildete der 1656 veröffentlichte Teutsche Fürstenstaat von Veit Ludwig von Seckendorff. Ein weiterer wichtiger Vertreter war Joseph von Sonnenfels. Er sah im Bevölkerungswachstum sogar den eigentlichen Grund für die Fortentwicklung einer Volkswirtschaft. Seiner Ansicht nach wird eine Bevölkerungszunahme bestmöglich durch Arbeitsbeschaffung stimuliert. Demnach bewertete er den Außenhandel auch weniger anhand von Leistungsbilanzdaten, sondern anhand der Beschäftigungsbilanz.
Darüber hinaus begann das merkantilistische Schrifttum in Deutschland, sich über Haushalt, Verwaltungs- und Besteuerungsverfahren, Staatskredite und staatliche Buchführung Gedanken zu machen und diese zu systematisieren. Weitere bekannte Kameralisten sind Johann Heinrich Gottlob von Justi, Caspar Klock und Wilhelm von Schröder.
Die Kameralisten, von denen sich viele untereinander als Gegner betrachten, setzen auf eine Kettenwirkung: „Fürstliche Macht durch Geldreichtum – Geld durch Abgabenerhebung – Abgaben durch prosperierende Produzenten – Vermehrung der Abgaben durch Vermehrung der arbeitsfähigen Bevölkerung.“
Karl Marx nennt den deutschen Kameralismus einen „Mischmasch von Kenntnissen, deren Fegfeuer der hoffnungsvolle Kandidat deutscher Bürokratie zu bestehn hat.“ Für Friedrich Engels ist die Kameralistik „ein von einer eklektisch-ökonomischen Sauce angespülter Brei von allerhand Allotriis, wie sie einem Regierungsreferendarius zum Staatsexamen nützlich zu wissen sind.“
Jürgen Kuczynski sieht Kameralisten und Colbertisten nicht als Merkantilisten. „Wenn man an die gesellschaftlichen Verhältnisse in Deutschland denkt, dann wird sofort klar, daß die deutschen Kameralisten, das heißt die höchsten Verwaltungsbeamten der feudalen Territorialherren bzw. solche Denker, die ihnen gelehrte Ratschläge zur Durchführung ihrer Aufgaben geben wollen, unmöglich Merkantilisten sein können.“ Der Handel spiele bei ihnen keine große Rolle. „Ihre wichtigste Aufgabe war vielmehr die Beschaffung von Geld für ihren Feudalherrn durch Ausplünderung der Untertanen, also eine Finanzaufgabe.“ Der Kameralismus stand in Deutschland ganz im Dienste der Feudalklasse. August Oncken nannte ihn den „Merkantilismus des deutschen Zwergstaates“ und ein „System der landesfürstlichen Wohlstandspolizei.“
Mag die kameralistische Zielsetzung auch die Auffüllung der fürstlichen Schatzkammer (Camera) gewesen sein, von entscheidender Bedeutung sei gewesen, so der Wirtschaftshistoriker Hans Mottek, „daß sie den besten Weg zur Erreichung dieser Ziele nicht mehr nur in der einfachen Steuererhöhung bzw. der Steigerung der Waffenvorräte erblickten, sondern vielmehr in der Förderung gerade der gewerblichen Produktion mit allen Mitteln. Das war möglich, weil die Fürsten und ihre Ratgeber unter dem Einfluß der merkantilistischen Ideologie standen, die vom Bürgertum, insbesondere vom englischen Bürgertum, ausging.“
Bei aller Verschiedenheit zwischen dem englischen Merkantilismus und dem deutschen Kameralismus gibt es zwei Gemeinsamkeiten, die zeigen, dass sich englisches und deutsches Bürgertum in einer Zwangslage befanden: Eine auf die Förderung der Produktion gerichtete Wirtschaftspolitik und die Überprüfung, teilweise Überwindung alter monetaristischer Vorstellungen. Ging es dem Monetarsystem um die Schatzbildung, so orientiert das Merkantilsystem auf die Rückführung des Geldes in die Zirkulation zwecks Verwertung.

### Wenig ökonomische Theorie in Frankreich
In Frankreich gab es zwar eine umfangreiche merkantilistische Wirtschaftspolitik, aber wenige theoretische Arbeiten hierüber. Barthélemy de Laffemas führte in seinen Les Trésors et richesses pour mettre l’Estat en splendeur die Unterkonsumtionstheorie ein. Eine der frühen Schriften war auch Traité d’économie politique (1615), die Antoine de Montchrétien für Ludwig XIII. verfasste. Am bekanntesten sind Einzelschriften von Sébastien Le Prestre de Vauban, von denen einige durch Ludwig XIV. verboten wurden. In der Regierungszeit von Ludwig XV. wurden die theoretischen Arbeiten bereits durch die physiokratischen Kritiker des französischen Merkantilismus dominiert. Einer der letzten französischen Theoretiker des Merkantilismus war François Véron de Duverger Forbonnais (1722–1800).

## Wirtschaftspolitik

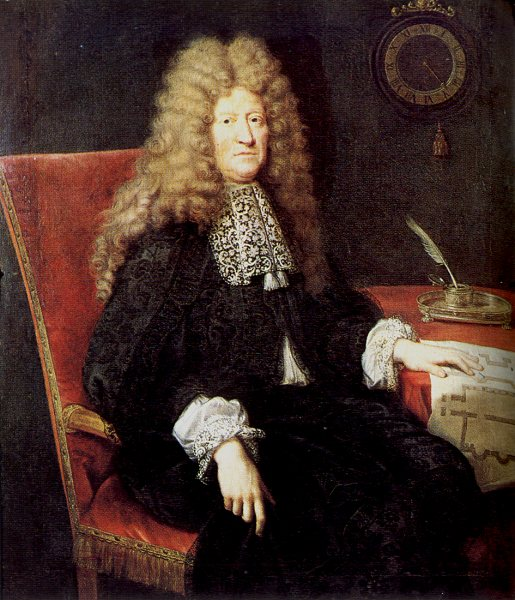
Jean-Baptiste Colbert, Gemälde von Edward Colbert Villacerf (1683).

In der Wirtschaftspolitik ergaben sich gewisse regionale Unterschiede, die darauf zurückzuführen sind, dass die Förderung der produktiven Kräfte eines Landes bzw. Territoriums je nach dem Entwicklungsstand und den geografischen Gegebenheiten zu unterschiedlichen wirtschaftspolitischen Präferenzen führte:
- In England und den Niederlanden wurde eine Variante des Merkantilismus verfolgt, die als „Kommerzialismus“ bezeichnet wird. Hier lag der Schwerpunkt auf der Förderung von Handel und Verkehr, insbesondere dem Handel mit den eigenen Kolonien.
- In Frankreich dominierte der „Colbertismus“, benannt nach dem maßgeblichen Wirtschaftspolitiker und Finanzminister Jean-Baptiste Colbert. Hier dominierte eine ausgeprägt dirigistische Handels-, Verkehrs- und Gewerbepolitik. Der Colbertismus strahlte auf viele kontinentaleuropäische Staaten aus.
- Bei der deutschen Variante des Merkantilismus, dem Kameralismus, stand die Finanz- und Steuerpolitik des Landes im Zentrum, da die Situation der Staatsfinanzen der deutschen Fürstentümer nach dem Dreißigjährigen Krieg ganz besonders angespannt war. Die Aufgabe der deutschen Fürsten bestand daher zunächst vor allem darin, die gewaltigen Bevölkerungsverluste durch den Dreißigjährigen Krieg und die damit einhergehenden wirtschaftlichen und finanziellen Probleme zu beheben. Oberste Maxime war daher die „Peuplierungspolitik“, also eine Förderung der Bevölkerungszunahme. Die Kameralisten bemühten sich um eine gleichgewichtige Entwicklung der heimischen Produktivkräfte in Landwirtschaft, Handwerk bzw. Industrie und Handel.[38]
- Übereinstimmend fördern vor allem der deutsche, russische und französische Staat in einem frühen Stadium die Manufakturen und die kapitalistische Produktion. Für einen historischen Moment decken sich in den absolutistischen Staaten Europas die Interessen der Monarchie mit denen der Bourgeoisie. Der Feudaladel fördert so Änderungen, die seinen Untergang herbeiführen werden.[48]

### Großbritannien

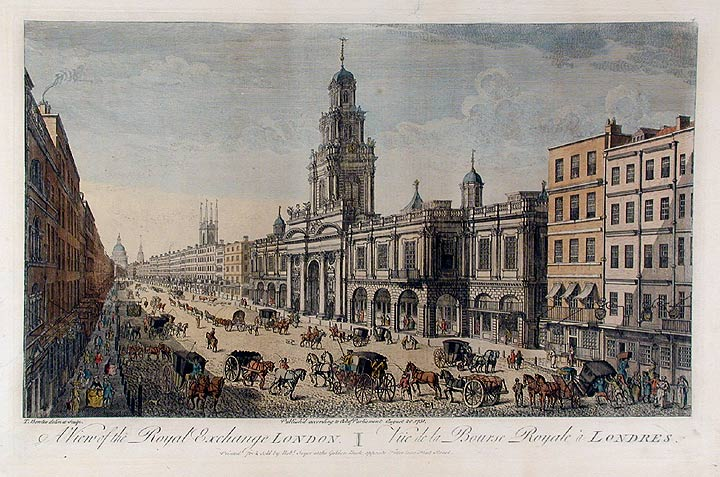
Die Royal Exchange in London, Zeichnung von Thomas Bowles (1751)

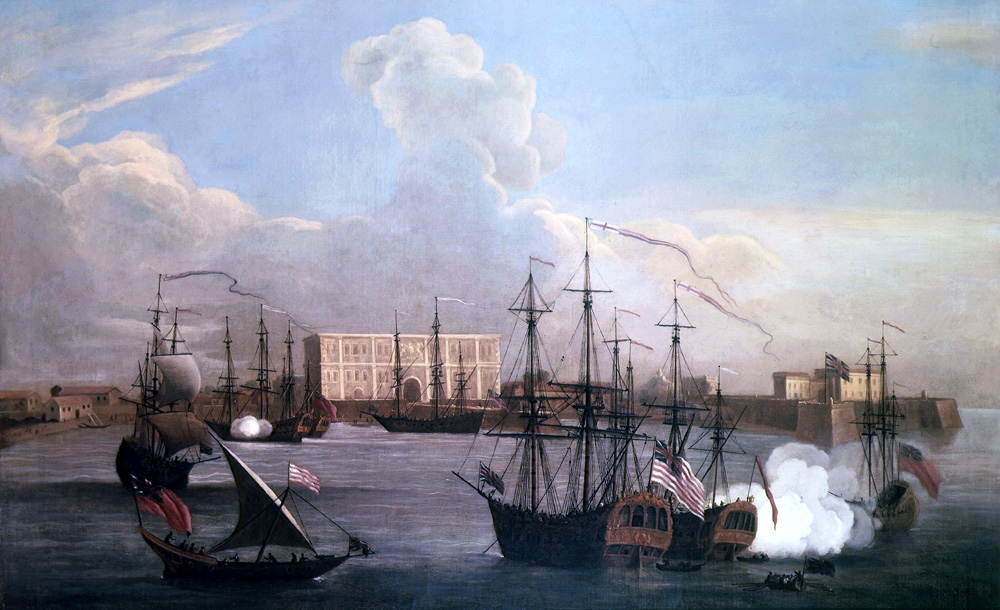
Schiffe und Niederlassung der Britisch Ostindien-Kompanie in Mumbai. Gemälde von Samuel Scott (ca. 1732–1733)

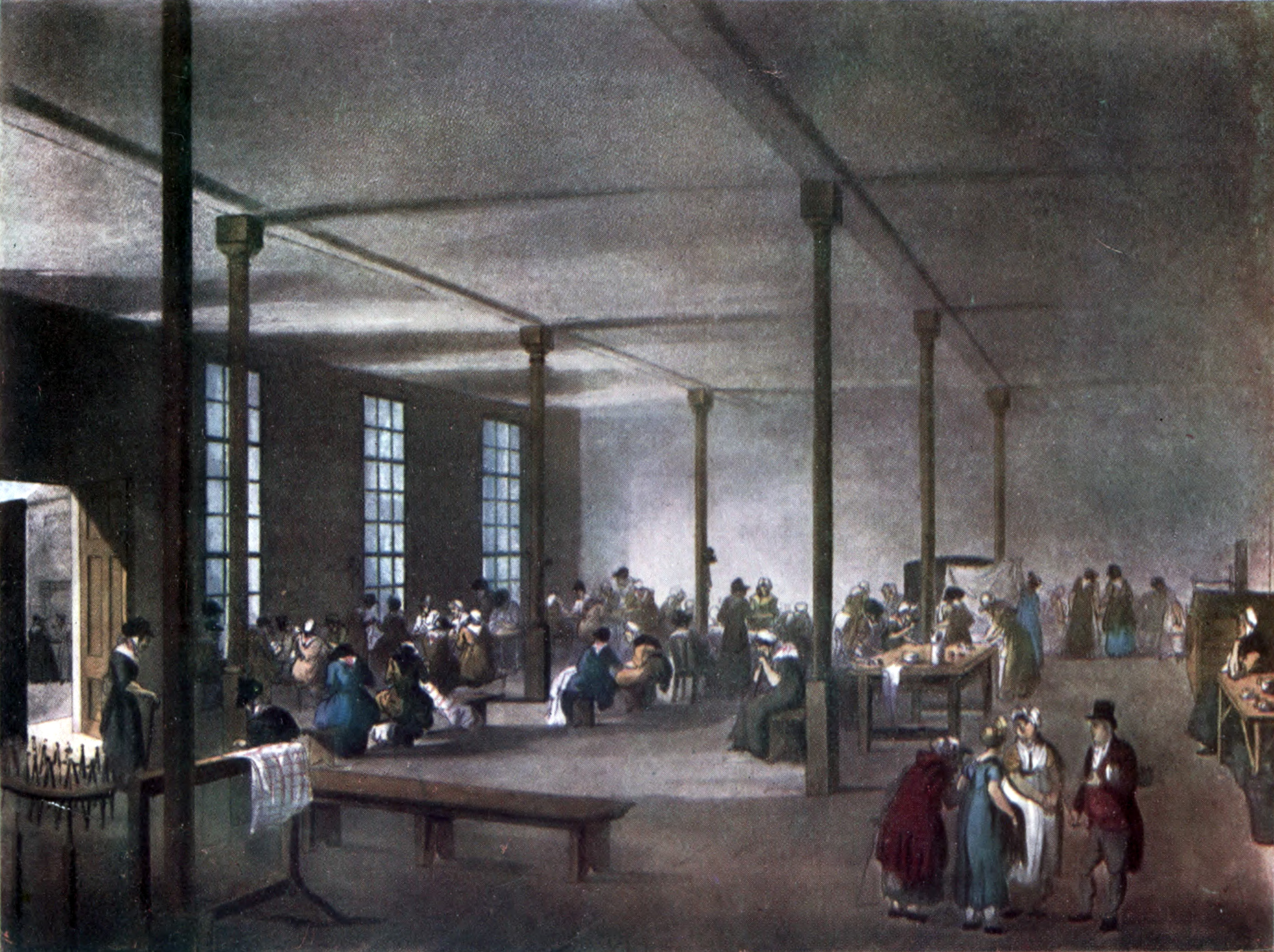
Ein Raum im Arbeitshaus St James’s Parish in London. Druck von J. Hill veröffentlicht in: Microcosm of London Band 3, 1810.

#### Vorgeschichte
Im Gegensatz zu fast allen anderen europäischen Staaten war England bereits vor dem Merkantilismus frei von Binnenzöllen. Durch Einhegung wurde einerseits die Rentabilität der Landwirtschaft erhöht, andererseits wurden viele Landarbeiter arbeitslos und drängten in die Städte. Dort gerieten die Handwerkerlöhne unter Druck; so sank z. B. der Lohn eines Zimmermanns von 1480 bis 1630 um zwei Drittel. 1634 verbot Karl I. den Bau mechanischer Sägemühlen, damit die Holzsäger nicht arbeitslos wurden.

#### Entwicklung
Bereits unter Elisabeth I. begann England, den Außenhandel durch Gründung und staatliche Unterstützung von Handelskompanien wie die Moskovy Company (1554), die Levant Company (1581) und die Britische Ostindien-Kompanie (1600) zu fördern. Gleichzeitig wurde der ausländische Handel mit England stark behindert. 1598 wurde mit dem Stalhof die Niederlassung der Hansekaufleute in London geschlossen. Insbesondere die Außenhandelskompanien erforderten teure staatliche Hilfen; zur Minderung der Abhängigkeit von Staatsgeldern sollte vermehrt Privatkapital gesammelt werden. Um eine Verselbständigung des Kapitalmarkts, insbesondere eine erleichterte Akkumulation von Kapital zu ermöglichen, wurde 1571 mit der Royal Exchange die erste Börse in London eröffnet. Mit der Gründung der Kolonie Virginia (1584) wurde anfangs noch keine kohärente Strategie verfolgt.
1620 kam es bei dem Export von englischen Tuchen in andere europäische Staaten zu einer Absatzkrise. Jakob I. berief deshalb eine Sachverständigenkonferenz ein, an der u. a. Thomas Mun teilnahm. Es kam zu einer öffentlichen Kontroverse über die Wirtschaftspolitik, in welcher die aufstrebenden gewerblichen Unternehmer die Aufhebung jeglicher Erbuntertänigkeit forderten, damit weiterhin reichlich billige Arbeitskräfte verfügbar blieben. Weiterhin forderten sie Schutzzölle und merkantilistische Gewerbeförderung. Mit den Forderungen gerieten sie in Konflikt mit dem Landadel, der eine offene Konkurrenz zwischen adliger Großlandwirtschaft und Gewerbebetrieben um das Arbeitskräfteangebot fürchtete und für Lohn- und Preisregulierungen eintrat. Der Konflikt zog sich bis in den Bürgerkrieg von 1642 bis 1649, in dem die gewerblichen Unternehmer das Parlament und der Landadel den König unterstützten. Mit der Niederlage des Königs und der Berufung Oliver Cromwells zum Lordprotektor hatte auch der Landadel den Kürzeren gezogen. Die merkantilistische Position der Gewerbetreibenden gewann die Oberhand. Mit den Navigationsakten von 1651 wurde bestimmt, dass alle Überseegüter nur auf englischen Schiffen transportiert werden durften. Dies stellte eine bedeutende Benachteiligung der Kolonien gegenüber dem Mutterland dar. Gegenüber den anderen europäischen Staaten wurde bestimmt, dass Importe nach England nur auf englischen Schiffen stattfinden durften. Die Durchsetzung in der Praxis hing allerdings von der Verhandlungsposition des englischen Königs gegenüber dem Ausland ab. Karl II. erneuerte das Exportverbot für Wolle und erließ ein Importverbot für ausländische Tuche. Zölle wurden auch für Importe aus den Kolonien erhoben. Insbesondere für Fertigwaren wurde der Zoll so hoch angesetzt, dass er legalen Handel praktisch unterband. Die Zölle für den Handel zwischen den Kolonien waren oft höher als die Zölle auf den Handel mit England. Die Benachteiligung der Kolonien führte zu Spannungen mit England, u. a. zur Boston Tea Party. Ein typisch merkantilistischer Handelsvertrag war der Methuenvertrag, den England 1703 mit Portugal schloss. In dem Vertrag wurde vereinbart, dass englische bzw. portugiesische Waren zu außergewöhnlich geringen Zöllen in das Partnerland und die portugiesischen Kolonien exportiert werden durften. In der Folge brach die im Entstehen begriffene portugiesische Textilindustrie zusammen, während portugiesischer Wein auf dem englischen Markt den französischen Burgunderwein verdrängte.
Der zunehmende Pauperismus (strukturelle Armut) wurde mit dem Armengesetz von 1662 mit der Statuierung einer Arbeitspflicht begegnet. Es wurden Arbeitshäuser eingerichtet, die zunächst von Privaten betrieben wurden, wegen anhaltender Unrentabilität dann aber 1723 verstaatlicht wurden. Kinderarbeit war in der Landwirtschaft seit jeher üblich, im 18. Jahrhundert hielt sie auch im Textilgewerbe Einzug. 1720 wurden Gewerkschaften verboten, um das Preisniveau niedrig zu halten. Der Einfluss der Zünfte wurde gänzlich beseitigt. Eine Nebenwirkung davon war die Vernachlässigung der Handwerkerausbildung. Ab 1672 wurden gezielt niederländische Handwerker angeworben, später auch hugenottische Facharbeiter. 1669 wurden Lebensmittelimporte aus Holland und Frankreich und sogar aus Irland und Schottland verboten. Auf die entstandene Lebensmittelknappheit hin wurde 1689 der Export von Getreide verboten. Die Niederlande wurden in verschiedenen Seekriegen zwischen 1652 und 1674 als europäischer Machtfaktor und als Handelskonkurrent weitgehend ausgeschaltet. Die französische Kolonial- und Handelskonkurrenz wurde in mehreren Kriegen zwischen 1688 und 1763 ebenfalls weitgehend ausgeschaltet.
Der Merkantilismus prägte das Landschaftsbild in einigen Regionen Großbritanniens sowohl durch den Bau von Schifffahrtskanälen (z. B. Bridgewater-Kanal, Thames & Severn Canal), den frühen sogenannten Narrowboat-Kanälen, als auch durch Trockenlegung von Sümpfen und ähnliche Projekte. Die Maximierung der landwirtschaftlichen Produktion durch Umwandlung von „nutzlosem Land“ in Agrarfläche erhöhte nach merkantilistischer Auffassung auch die wirtschaftliche Stärke einer Nation, da mit einer Erhöhung der Agrarproduktion fallende Preise für Lebensmittel und demzufolge für Manufakturarbeit erwartet werden konnten.

#### Abkehr vom Merkantilismus
1757 wurde die Kontrolle der Mindestlöhne durch einen Friedensrichter aufgehoben. Die Gestaltung der Löhne sollte alleine den Marktkräften überlassen werden. Mit dem Eden-Vertrag von 1783 wurde der Außenhandel zwischen England und Frankreich stärker an Freihandelsprinzipien ausgerichtet. Bis Mitte des 19. Jahrhunderts blieb die Außenhandelspolitik merkantilistisch geprägt. Seitdem ist die englische Außenhandelspolitik von der Idee des Freihandels bestimmt. Mit der Industrialisierung, die in England früher begann als in anderen Ländern, stieg die Produktivität und Wettbewerbsfähigkeit der englischen Industrie stark an. Die Abkehr vom Merkantilismus und hin zu einer Freihandelspolitik erfolgte zu einem Zeitpunkt, als der Freihandel größeren Nutzen versprach. Den eigenen Kolonien gewährte England aber auch im 19. und Anfang des 20. Jahrhunderts keinen Freihandel, die Kolonialpolitik blieb merkantilistisch.

### Frankreich

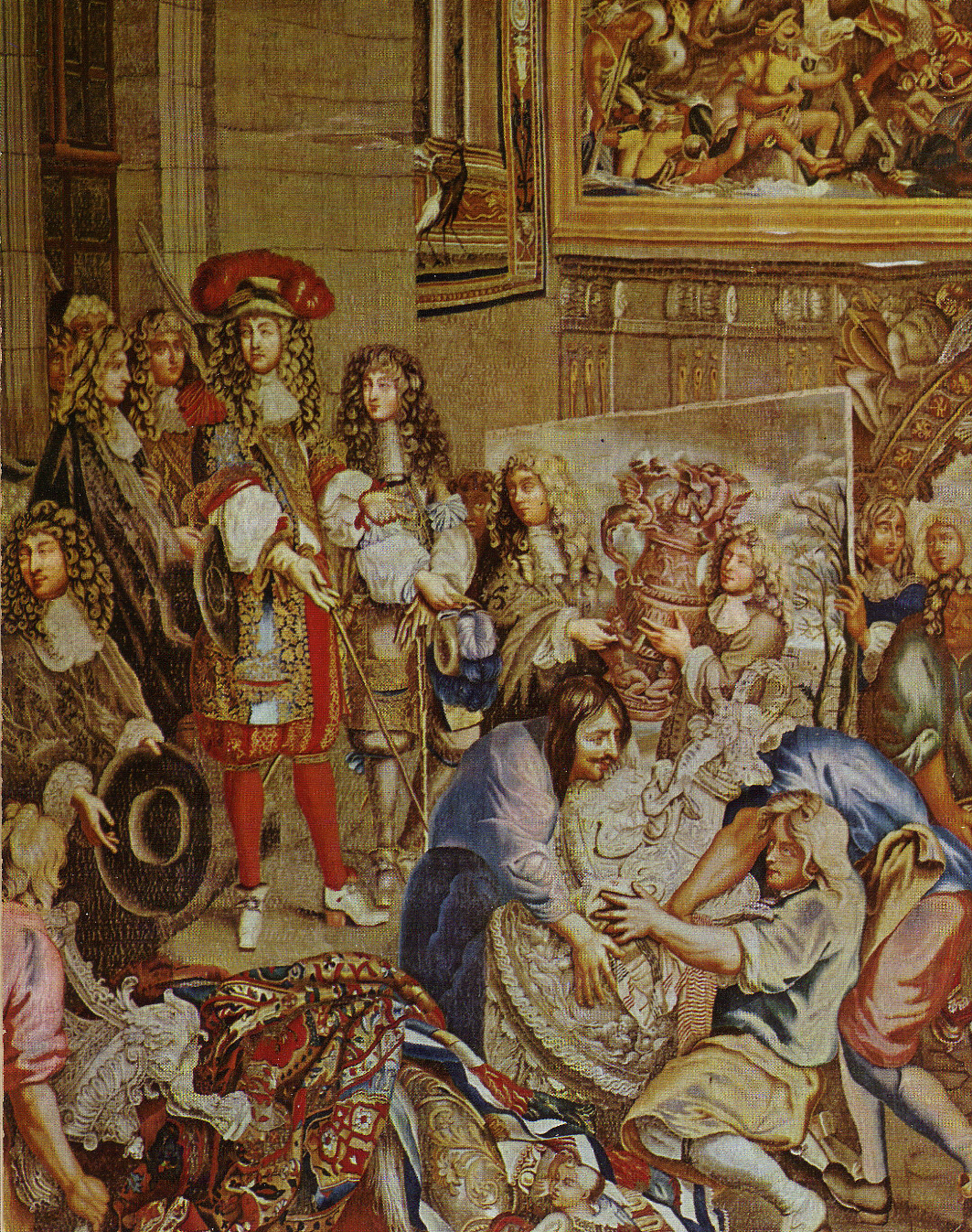
Ludwig XIV. besucht die Manufacture nationale des Gobelins, Gobelin von 1667

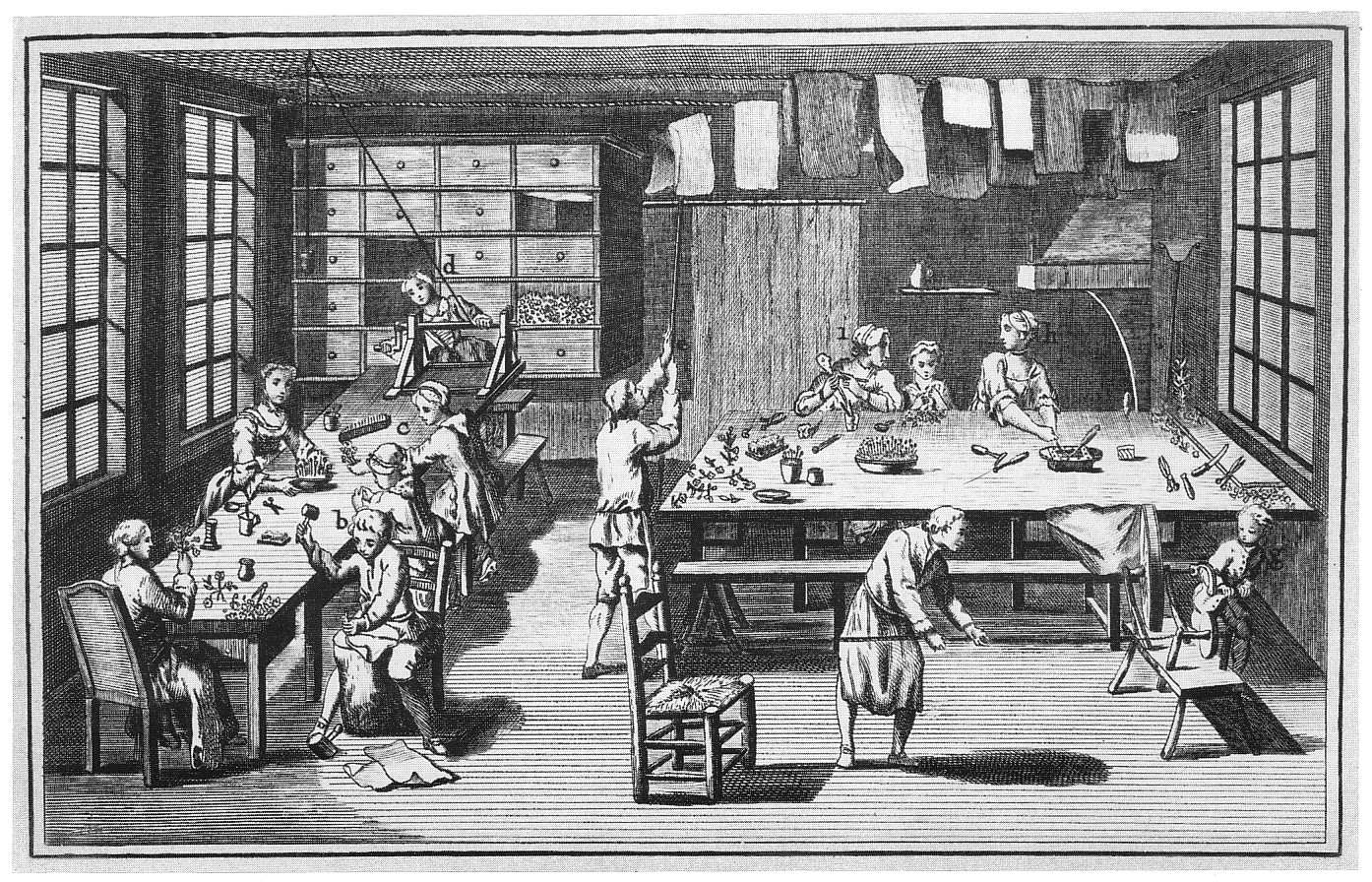
Eine Blumenmanufaktur, Kupferstich von Robert Bénard, veröffentlicht in der Encyclopédie ou Dictionnaire raisonné des sciences, des arts et des métiers (1765).

Der Merkantilismus hatte in Frankreich bereits im frühen 16. Jahrhundert eingesetzt, bald nachdem die Monarchie die wichtigste Macht in der französischen Politik geworden und den Adel aus seiner regionalen Einflussmöglichkeit verdrängt hatte. 1539 wurde eine Verordnung erlassen, der zufolge Wollgüter aus Teilen der habsburgisch beherrschten Gebiete (Spanien und Teile Flanderns) nicht mehr eingeführt werden durften. Ein Jahr später wurden zahlreiche Restriktionen gegen den Export von Gold in Kraft gesetzt.
Nach einer Periode 30-jähriger Bürger- und Religionskriege entschloss sich der siegreiche Hugenotte Henri de Navarre zum Katholizismus überzutreten und als König Heinrich IV. ab 1594 zu regieren. Er übertrug das Amt des Finanzministers seinem alten hugenottischen Freund und Waffenkameraden Sully, der bei Amtsantritt neben völlig zerrütteten Staatsfinanzen ein verwüstetes Land mit brachliegender Landwirtschaft und darniederliegendem Handwerk und durch Räuberbanden und marode Verkehrswege geschrumpften Handel vorfand. Sully war der bedeutendste frühe französische Vertreter des Merkantilismus. Die ersten wirtschaftspolitischen Maßnahmen dienten der Erschließung des Binnenhandels. Hierzu wurden Straßen und Kanäle gebaut. Ein besonderes technisches Meisterwerk war der 1681 fertiggestellte Canal du Midi. Mit dem ordonance civil von 1667 wurde das Justizwesen vereinheitlicht und damit für Kaufleute überschaubarer. Weiterhin sollten alle Inlandszölle abgeschafft werden, dies gelang bis 1664 für die Hälfte Frankreichs. Zugleich wurden die Zölle für Importe immer weiter erhöht, beispielsweise stieg der Zoll auf englische Tuche von 6 Livres (1632) über 30 Livres (1653) auf 80 Livres (1667). Ausführzölle wurden gesenkt oder ganz aufgehoben.
Der Höhepunkt des französischen Merkantilismus war eng verknüpft mit Jean-Baptiste Colbert, der 1665 Generalkontrolleur der Finanzen und 1669 Staatssekretär des königlichen Haushalts wurde. Seine Variante des Merkantilismus wird auch als „Colbertismus“ bezeichnet. Sein Ziel war die Steigerung der französischen Exporte, um mehr Gold ins Land zu holen und eine Million neue Arbeitsplätze in Manufakturen zu schaffen. Um eine gleichbleibend hohe Qualität der Manufakturwaren sicherzustellen, übertrug er den Zünften die Aufgabe, die Produktion zu kontrollieren. Spitzenprodukte erhielten ein königliches Gütesiegel. Colbert verlängerte die Arbeitszeit, indem er die Zahl kirchlicher Feiertage reduzierte. Ein Versammlungs- und Streikverbot für Arbeiter sollte niedrige Löhne sicherstellen. Später wurden Herstellungsmethoden, Maße und Farben der Produkte sowie die Arbeitszeiten in Gewerbeverordnungen detailliert geregelt und von halbstaatlichen Kontrollorganen überprüft. Mit der Manufacture nationale des Gobelins übernahm der Staat selbst die Produktion von sehr hochwertiger Tapisserie. Colbert gelang es 1665, die holländische Tuchfabrikantenfamilie Van Robais dafür zu gewinnen, in Abbeville die Manufacture royale des Rames zu errichten, mit der die Produktion feiner Tuche in Frankreich begründet wurde. Weiterhin wurden unzählige Maulbeerbäume angepflanzt, um in Frankreich ein Seidengewerbe zu begründen. Unternehmer, die neue Produktionsverfahren beherrschten, wurden mit Steuernachlässen, einer Monopolstellung oder staatlichen Darlehen angeworben.
Der Ausbau der Kriegsflotte war eine Voraussetzung für die Teilnahme am Welthandel. Unter Ludwig XIV. stieg Frankreich nach England und den Niederlanden zur drittstärksten Seemacht auf. Es wurden Kolonien und Handelsstützpunkte gegründet, z. B. 1603 Neufundland und 1659 Haiti. Die französische Handelsflotte vergrößerte sich bis 1683 auf 80.000 Tonnen (zum Vergleich: England verfügte über 560.000, die Niederlande und die Hanse jeweils über 100.000 Tonnen).
Um 1700 erkannte man im conseil de commerce, dass man nicht einerseits Frankreich autark machen und andererseits andere Nationen zwingen konnte, französische Waren zu kaufen. In Abkehr von der Außenhandelspolitik Colberts wurden wichtige Hafenstädte zu Freihäfen erklärt. Nach 1713 wurden außenhandelsfreundlichere Handelsverträge abgeschlossen.

### Heiliges Römisches Reich deutscher Nation

Empfang von Hugenotten durch Kurfürst Friedrich Wilhelm. Gemälde von Ernst Albert Fischer-Cörlin (vor 1893).

Friedrich der Große inspiziert auf einer seiner Inspektionsreisen den Kartoffelanbau (Der König überall, Gemälde von Robert Warthmüller) (1886).

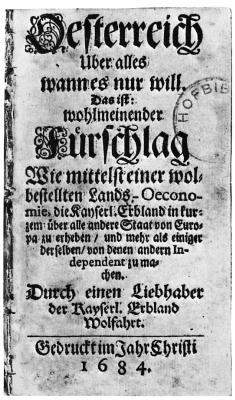
Oesterreich Uber alles wann es nur will. Das ist wohlmeinender Fürschlag wie mittelst einer wolbestellten Lands-Oeconomie, die Kayserl. Erbland in kurzem über alle andere Staat von Europa zu erheben/und mehr als einiger derselben/von denen andern Independent zu machen. (1684) von Philipp von Hörnigk war eines der einflussreichsten theoretischen Werke des Merkantilismus.

Durch den Dreißigjährigen Krieg sank die Bevölkerungszahl von 16 auf 10 Millionen. Produktionsstätten und landwirtschaftliches Betriebsvermögen waren weitgehend zerstört. Die Mündungen von Rhein, Weser und Oder in die Nord- bzw. Ostsee waren in niederländischem bzw. schwedischem Besitz, so dass der Handel von der Steuer-, Zoll- und Stapelpolitik der Niederlande bzw. von Schweden abhängig war. Alle Versuche, das Münzwesen zu vereinheitlichen, scheiterten an Partikularinteressen der souverän gewordenen deutschen Fürsten. Der Versuch von Kaiser Leopold I., eine reichseinheitliche Wirtschaftspolitik durchzusetzen, scheiterte letztlich. Die Wirtschaftspolitik der deutschen Territorien war eher durch ein Gegeneinander als durch ein Miteinander gekennzeichnet.

#### Geldpolitik
Für die Merkantilisten war die Vereinfachung und Vereinheitlichung des Münzwesens ein wesentliches Mittel zur Förderung des Handels. Im politisch zersplitterten Heiligen Römischen Reich deutscher Nation konnte eine einheitliche Münzordnung nicht erreicht werden, da jeder Territorialherr sein eigenes Geld herstellte. Hinzu kam, dass während der ersten und zweiten Kipper- und Wipperzeit massenhaft unterwertige Münzen geprägt wurden. Die deutschen Kaufleute entzogen sich den Problemen zunehmend dadurch, dass sie Zahlungen im bargeldlosen Zahlungsverkehr (Giroverkehr) über Banken abwickelten. Damit begann die Giralgeldschöpfung durch die Banken. Eine der ersten modernen deutschen Banken war die 1619 gegründete Hamburger Bank, die als Rechnungswährung die Mark Banco schuf. Der Nutzen war so offensichtlich, dass die Gründung weiterer Girobanken staatlich gefördert wurde. Weitere größere Banken waren die 1621 in Nürnberg gegründete Banco Publico, die 1698 in Leipzig gegründete Banco di Depositi, die 1706 gegründete Wiener Stadtbank und die 1765 für Preußen gegründete Königliche Giro- und Lehn-Banco.

#### Bevölkerungspolitik
Viele Könige und Fürsten versuchten, das Bevölkerungswachstum durch die Förderung von Eheschließungen zu erhöhen. Beispielhaft war die Bevölkerungspolitik in dem vom Dreißigjährigen Krieg besonders stark verwüsteten Brandenburg-Preußen. Mit dem Edikt von Potsdam versprach 1685 Kurfürst Friedrich Wilhelm den Hugenotten Sicherheit und auch weitreichende Privilegien wie z. B. umfangreiche Befreiungen von Steuern und Zöllen, Subventionen für Wirtschaftsunternehmen und staatliche Besoldung der hugenottischen Prediger. Bis 1720 wurden 20.000 französische Hugenotten im Land angesiedelt. Es handelte sich vorwiegend um hochqualifizierte Handwerker, die in Preußen die Produktion von hochwertigen Gütern und Luxusgütern wie Hüte, Seifen, Porzellan, Modeartikel und Seide begründeten und so eine importsubstituierende Wirtschaftsentwicklung anschoben. Friedrich Wilhelm I. betrieb eine planmäßige Besiedlungspolitik, indem er ausländische Bankiers, Kaufleute, Manufakturisten, Textil- und Metallhandwerker mit Patenten und Privilegien anzulocken suchte. 1732 siedelte Brandenburg-Preußen 15.000 Salzburger Exulanten an. Friedrich der Große ließ durch Trockenlegung des Warthe-, Netze- und Großen Bruchs neuen Siedlungsraum schaffen. Allein im Warthebruch konnten 58.000 Familien in tausend neu gegründeten Dörfern angesiedelt werden. In seiner Regierungszeit verdoppelte sich die Bevölkerung Brandenburg-Preußens. Durch Meliorationsmaßnahmen vergrößerte sich die landwirtschaftliche Anbaufläche beispielsweise in Schlesien um 15 % und in Hinterpommern um 10 %.
Erheblichen Einfluss auf die Landwirtschaft und Bevölkerungsentwicklung hatte die Einführung der Kartoffel, die gegenüber dem Getreideanbau weniger anspruchsvoll ist und einen deutlich höheren Flächenertrag bringt. Die Durchsetzung des Kartoffelanbaus erforderte vielerorts öffentliche Aufklärungsarbeit. In Preußen erließ Friedrich II. 1756 den ersten seiner sogenannten Kartoffelbefehle, mit dem er seinen Beamten die Weisung gab:

„[…] denen Herrschaften und Unterthanen den Nutzen von Anpflantzung dieses Erd Gewächses begreiflich zu machen, und denselben anzurathen, dass sie noch dieses Früh-Jahr die Pflantzung der Tartoffeln als einer sehr nahrhaften Speise unternehmen“

Der Legende nach ließ er sogar einen Kartoffelacker von Soldaten bewachen, um die Bauern zum Stehlen und zum eigenen Anbau der vermeintlich besonders wertvollen Pflanzen zu verleiten. Den endgültigen Durchbruch erzielte der Kartoffelanbau in Deutschland nach der Hungersnot von 1770/72.
Die österreichische Bevölkerungspolitik konzentrierte sich auf die „Impopulation“ des durch die Türkenkriege entvölkerten Groß-Ungarn. Neben freiwilligen Einwanderern wurden auch „Herumtreiber und Arbeitsscheue“ aus den österreichischen Kernlanden, Aufständische aus dem Schwarzwald, kriegsgefangene Preußen und österreichische Invaliden zwangsweise zur Belebung der Landwirtschaft und zum Aufbau von Bergwerken im Banat in Groß-Ungarn angesiedelt.

#### Gewerbeförderung
Merkantilisten waren bestrebt, die u. a. auf dem Zunftzwang beruhende Macht der Zünfte zu begrenzen, denn eine starke Beschränkung des Zugangs zur Handwerkerschaft stand dem Ziel der Expansion der handwerklichen Produktion entgegen. So erlaubte die Reichszunftordnung von 1731 auch „unehrlichen“ Leuten, wie den Nachkommen der Nachtwächter, der Stadtdiener oder von Schäfern ein Handwerk zu erlernen. Maßnahmen zur Beschränkung der Macht der Zünfte stießen in der Regel auf deren Widerstand und wurden nach Möglichkeit hintertrieben. Auch deshalb förderten die staatlichen Merkantilisten die Errichtung von Manufakturen, die nicht im Zunftwesen organisiert waren. In Manufakturen arbeiteten mehrere Dutzend Menschen gegen Arbeitslohn für den Manufaktur-Unternehmer. Anders als Handwerker fertigten die einzelnen Arbeiter die Ware nicht von Anfang bis Ende, sondern in arbeitsteiligen Abschnitten. Die Arbeitsteilung erlaubte eine Spezialisierung auf einzelne Arbeitsabschnitte, dadurch war die Produktivität höher als im traditionellen Handwerk.
1751 wurde in Österreich die Frauenarbeit an Webstühlen zugelassen, da der Weberlohn „allzu hoch“ war. Die in das Wiener Gnadenstockhaus eingewiesenen Bettler wurden zu Spinnarbeiten verpflichtet. „Asoziale“ wurden in Arbeitshäuser eingewiesen. Die 1675 von Johann Joachim Becher in Wien eingerichtete Textilmanufaktur diente zugleich als Lehrstätte zur Fachausbildung von Arbeitern im Textilgewerbe. Maria Theresia erließ 1765 Ausbildungsordnungen, mit denen sie zur „Begründerin des berufsbildenden Schulwesens in Österreich“ wurde.
Die Ansiedlung von Gewerbetreibenden und insbesondere von Manufakturen wurde oft durch Subventionen, Steuerprivilegien und verbilligte Kredite gefördert. Oft wurden auch Gebäude und Holz aus den staatlichen Forsten kostenlos überlassen. Die finanzielle Unterstützung durch den Staat sollte den Gewerbetreibenden über die erste Durststrecke hinweghelfen. Viele Manufakturen gingen nach Wegfall der Subventionen bankrott, weil es nicht gelungen war, die Unternehmen mit ausreichender Wirtschaftlichkeit zu etablieren. So überlebte beispielsweise die preußische Seidenindustrie nur so lange, wie sie staatliche Hilfen erhielt. Erfolgreicher verlief in Preußen die Ansiedlung von kriegswichtigen Manufakturen wie z. B. das Königliche Lagerhaus (eine Tuchmanufaktur). 1740 wurde das Departement für Manufactur- und Commerciensachen gegründet, um die Produktionstechniken preußischer Manufakturen zu verbessern. Wo sich keine inländischen Unternehmer bereitfanden und auch keine ausländischen Unternehmer angeworben werden konnten, versuchten Könige und Fürsten auch mit der Gründung staatlicher Manufakturen die Gewerbetätigkeit auszuweiten.

##### Schaffung eines Binnenmarktes
Durch den Bau von Straßen und Kanälen wurden die Transportkapazitäten erhöht und die Transportkosten verringert; damit wurde der Binnenmarkt besser erschlossen. Beispielsweise verband der 1662–1669 gebaute Friedrich-Wilhelm-Kanal die Elbe über die Spree mit der Oder. Dies führte zu einer Expansion von Handel und Binnenschifffahrt.
In Österreich bemühte man sich seit 1604 um die Verringerung der Binnenzollgrenzen, um einen größeren Wirtschaftsraum zu schaffen. Mit der Reform von 1775 blieben aber immer noch zehn Binnenzollgebiete. Die Erschließung des österreichischen Binnenmarktes erfolgte hauptsächlich durch den Straßenbau. Kanalprojekte wurden zwar auch ins Auge gefasst, scheiterten aber an Geldmangel.

##### Ausfuhrbeschränkungen für Rohstoffe

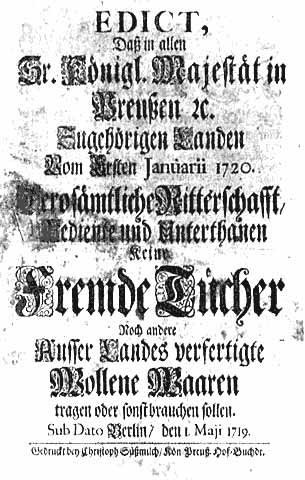
Mit dem preußischen Edikt von 1719 wurde die Nutzung ausländischer Tuche und Wollwaren verboten.

In der Annahme der Begrenztheit von Rohstoffen wurde eine Außenhandelspolitik empfohlen, die den Export von Rohstoffen vermindert und den Import von Rohstoffen begünstigt. Nach Empfehlung der Merkantilisten sollten Rohstoffe auch möglichst im Inland verarbeitet werden, damit die Wertsteigerung durch inländische Wertschöpfung erfolgt. Dies führte bisweilen dazu, dass der Export von Rohstoffen staatlicherseits beschränkt wurde. Beispielsweise war die Schafzucht in Brandenburg aufgrund von Plünderungen im Dreißigjährigen Krieg stark zurückgegangen. Zum Schutz der inländischen Wollweber verbot Brandenburg-Preußen deshalb übergangsweise den Export von Wolle nach England. Brandenburg-Preußen erließ 1684 zur Förderung der heimischen Textilindustrie noch einmal ein Ausfuhrverbot von Wolle anlässlich der Zuwanderung hugenottischer Textilfabrikanten. Flankiert wurde dies durch einen zehnprozentigen Einfuhrzoll für ausländische Textilien. Der Zoll konnte sich auf 25 Prozent erhöhen, wenn ein einheimischer Produzent nachwies, gleichartige Textilien herzustellen. 1719 wurde das Ausfuhrverbot erneuert, was zu einem Handelskrieg mit Sachsen führte. In Österreich war ab 1750 die Ausfuhr von Rohstoffen wie Pottasche, Rohhäute, Kupfer und Blei verboten.

#### Einflussnahme auf die Handelsbilanz
Auf Initiative des Kameralisten Johann Joachim Becher verbot Österreich 1673 den Import französischer Luxuswaren wie Uhren, Schmuckgegenstände, Teppiche, Perücken usw. Auf dem Reichstag von 1675 wurde das im Auftrag des brandenburgisch-preußischen Kurfürsten Friedrich Wilhelm erstellte Memorial „wider die Einführung und Verkaufung der französischen Waaren“ diskutiert. Frankreich betrieb zu der Zeit eine Außenpolitik, die stark auf Subsidien-Zahlungen an befreundete Staaten beruhte. Deshalb war das Ziel der Verringerung französischer Außenhandelsüberschüsse auch außenpolitisch-militärischer Natur. Es ging aber nicht nur um die wirtschaftliche Flankierung des Reichskriegs gegen Frankreich, sondern auch um die Stärkung der Wirtschaftsbasis des Deutschen Reiches, indem das inländische Handwerk gefördert und der Abfluss von Geld nach Frankreich verhindert werden sollte. Denn: „so könnten etliche 100 000 Personen in Teutschland mehr ernehret, von dem schädlichen müssiggang abgehalten, und mithin auch daß gelt und volck in Teutschland conserviret werden.“ Das Gesetz wurde auf dem Reichstag verabschiedet. Den Friedensschluss von 1679 nahmen aber viele Reichsstände zum Anlass, das Importverbot wieder aufzuheben.
Auch in Österreich wurde die Begründung neuer Produktionszweige mit Einfuhrverboten flankiert. So folgte z. B. auf die Gründung der ersten Zuckerraffinerie in Fiume (1750) 1755 ein generelles Einfuhrverbot von Zucker. 1751 begann die Samtproduktion in Wien, 1756 wurde die Einfuhr von Samt verboten. 1751 wurde eine Nadelfabrik in Liechtenwörth gegründet, 1758 der Import von Nadeln und „Nürnberger Waren“ verboten.
In der Praxis führten Einfuhrbeschränkungen oder Einfuhrverbote oft zu unerwünschten Gegenreaktionen. Als das Deutsche Reich kurz nach dem Dreißigjährigen Krieg den Import niederländischer Fertigwaren verbot, antworteten die Niederlande mit einem Importverbot für deutsche Waren. Daraufhin warben die Gesandten von Brandenburg und Köln auf dem Reichstag für Vergeltungsmaßnahmen. 1711 verabschiedete der Reichstag eine Verordnung über Retorsionsmaßnahmen, mit denen eine Diskriminierung deutscher Produkte beantwortet werden konnte.
Merkantilisten empfahlen zur Exportförderung auch Exportprämien sowie Finanzierungshilfen für Exporteure.

### Spanien

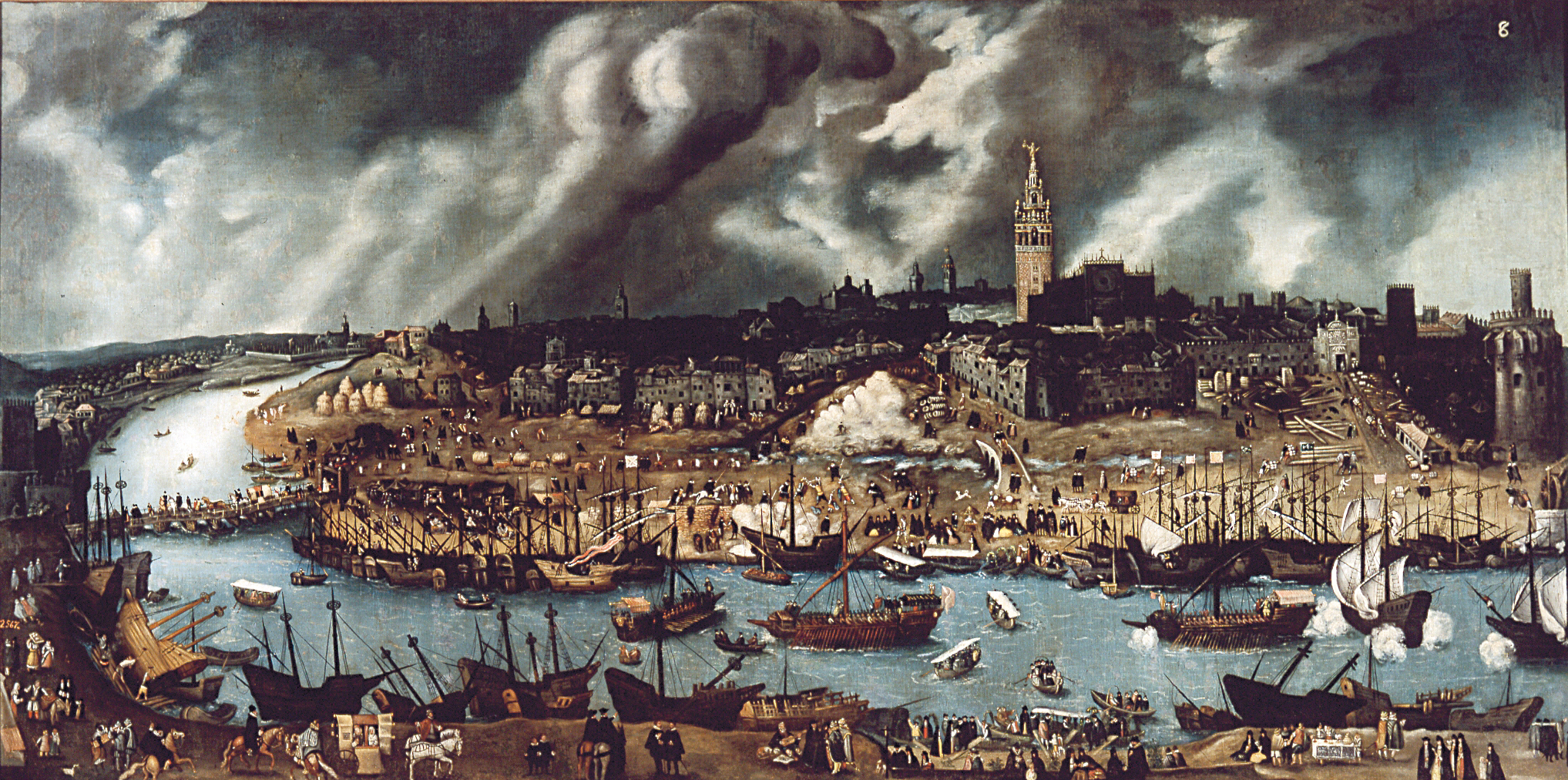
In der Hafenstadt Sevilla wurde die Silberflotte zusammengestellt. Gemälde von Alonso Sánchez Coello (vor 1588).

Spanien verfügte im Zeitalter des Absolutismus über zahlreiche Kolonien, aus denen jedes Jahr große Mengen an Gold und Silber in das Mutterland flossen. Dies führte in Spanien und ganz Europa zu einer starken Inflation (Preisrevolution), da damals das Währungsregime der Goldumlaufwährung dominierte, der Geldwert also mehr oder weniger dem Materialwert der Münze entsprach und folglich vom Goldpreis abhing. Da das Gold zunächst in Spanien in Umlauf kam, war dort die Inflation am höchsten. Dadurch waren die spanischen Waren teurer als andere europäische Waren, was den Export lähmte, während ein großer Anreiz zum Import von Waren nach Spanien bestand. Dies schwächte das spanische Gewerbe und die Landwirtschaft.

“Spain is the living Instance of this Truth, the Mines of Peru and Mexico made the People think themselves above Industry, an Inundation of Gold and Silver swept away all useful Arts, and a total Neglect of Labour and Commerce has made them as it were the Receivers only for the rest of the World.”

„Spanien ist der lebende Beweis für diese Wahrheit, die Mienen von Peru und Mexiko ließen die Menschen glauben, dass sie keine Industrie brauchen, eine Flut von Gold und Silber schwemmte alle nützlichen Kunstfertigkeiten hinweg, eine totale Vernachlässigung von Arbeit und Handel machte es für die ganze Welt zu Empfängern.“

Verschärft wurde das Problem noch dadurch, dass die spanischen Herrscher eine bullionistische Poilitk betrieben. Der Export von Gold und Silber in das Ausland war bei Todesstrafe verboten. Die Episode der europäischen Preisrevolution beweist zwar, dass spanisches Gold dennoch in großem Umfang mithilfe von Bestechung und Schmuggel ins Ausland gelangte. Die Politik hat aber zweifellos die Transaktionskosten erhöht, so dass der Geldmengen-Preismechanismus nie ganz zum Ausgleich führen konnte. Kein anderes Land hielt so lange an einer bullionistischen Politik fest wie Spanien.
Finanzminister Louis Ortiz empfahl in den 1550er Jahren, dass Spanien den Import von Fertigwaren und den Export von Rohmaterial verbieten müsse, um in der Gewerbeproduktion mit den anderen europäischen Staaten auf Augenhöhe zu bleiben. Ähnliche Empfehlungen gab 150 Jahre später Jerónimo de Uztáriz dem spanischen König Philipp V. Die spanischen Könige waren aber zu schwach, die wirtschaftspolitischen Empfehlungen umzusetzen. Stattdessen wurde das spanische Reich von den Zentrifugalkräften der verschiedenen Landesteile erschüttert, die zu Revolten in Portugal, Katalonien, Sizilien und dem Königreich Neapel und letztlich zur Abspaltung der spanischen Niederlande und Portugals führten.

### Niederlande

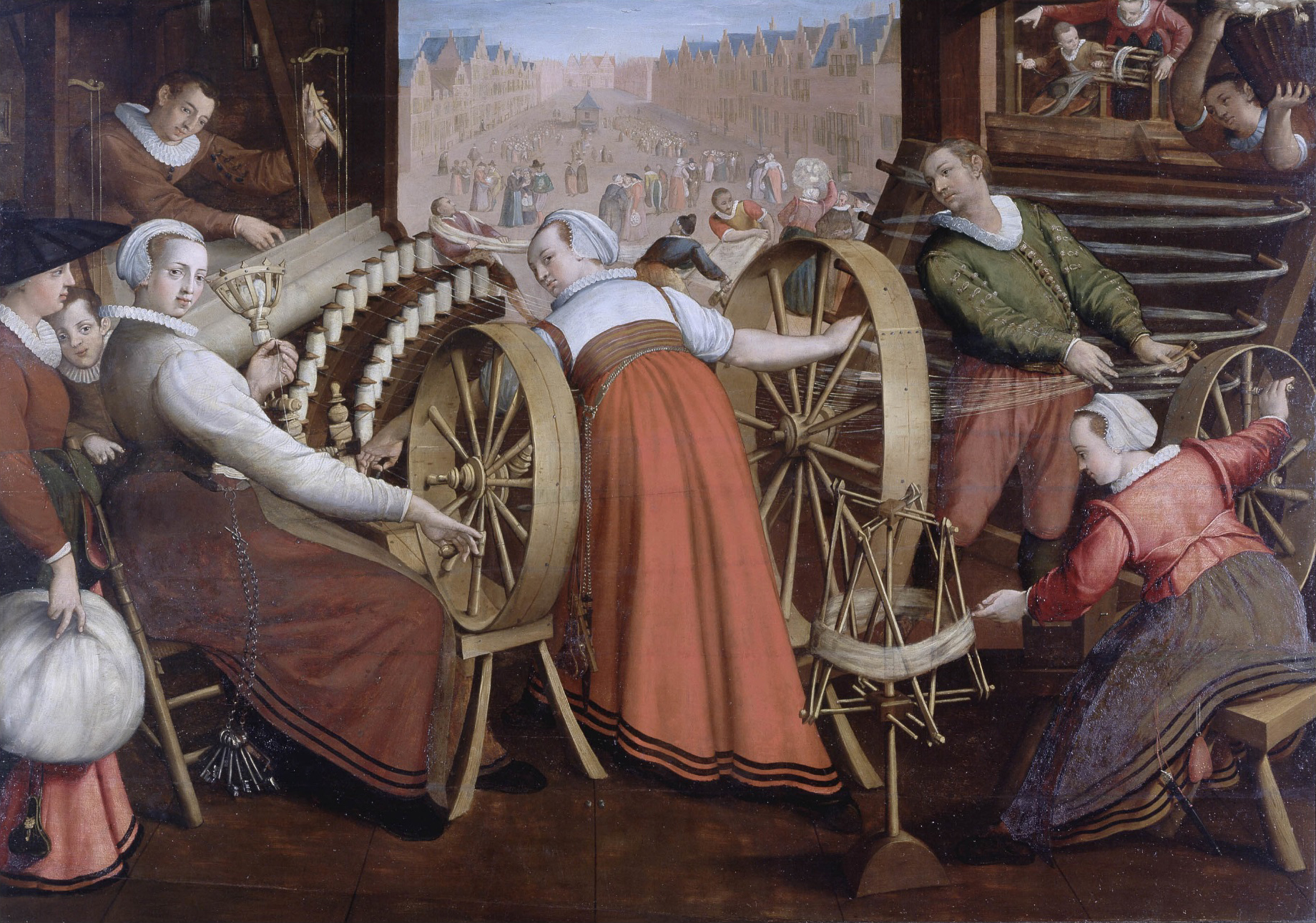
Die Niederlande waren auch lange Zeit führend in der Tuchproduktion. Hier: Gemälde von Isaac Claesz. van Swanenburg, entstanden zwischen 1594 und 1596.

Die Niederlande waren im 16. und 17. Jahrhundert die führende Wirtschaftsmacht und für ganz Europa ein Vorbild. Die Republik der Sieben Vereinigten Provinzen, die durch ihre Handelsvormachtstellung zum Finanzzentrum Europas geworden war, hatte kein Interesse an Handelsbeschränkungen. Auch gab es wenig staatliche Reglementierungen der Wirtschaft, so dass ein Teil der Literatur die Wirtschaftspolitik der Niederlande nicht dem Merkantilismus zuordnet. Die Niederländische Ostindien-Kompanie und die Niederländische Westindien-Kompanie kam stärker als die englischen und weit stärker als die französischen Pendants ohne staatliche Hilfe und Einfluss aus. Die Kompanien gründeten Kolonien u. a. in Indonesien und Surinam und betrieben dort vor allem Pfeffer-, Gewürznelken- und Zuckerrohrplantagen um diese Handelsgüter in Europa zu verkaufen.
Die niederländische Handelsflotte war um 1650 so dominant, dass sie nicht nur den Handel mit niederländischen Waren und mit den für die Niederlande bestimmten Importgüter durchführte, sondern auch als Logistiker den Transport fremder Waren zwischen europäischen Staaten durchführten. Sie profitierten anfangs sogar von dem Handel zwischen England und den englischen Kolonien. Durch die aggressive merkantilistische Handelspolitik Englands wurden niederländische Händler mit Hilfe der Navigationsakten und einer wachsenden englischen Kriegsflotte aber zunehmend aus dem Handel herausgedrängt.

### Übriges Europa
Die anderen Nationen Europas übernahmen den Merkantilismus ebenfalls in unterschiedlichem Umfang. In Mitteleuropa und den nordischen Ländern wurde der Merkantilismus nach dem Dreißigjährigen Krieg populär, mit Christina I. von Schweden und Christian IV. von Dänemark als nennenswerten Befürwortern.

### Kolonien

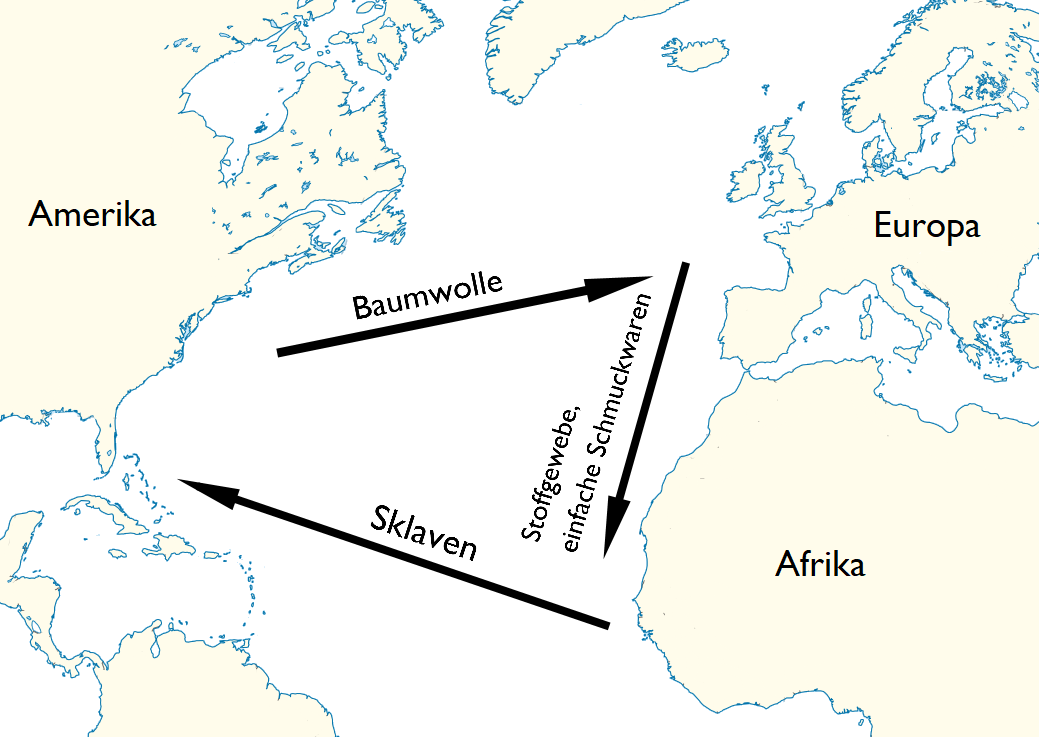
Dreieckshandel: Schematische Darstellung, Beispiel 1 (Afrika, Amerika, Europa)

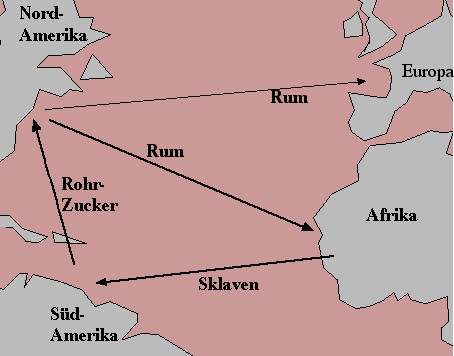
Dreieckshandel: Schematische Darstellung, Beispiel 2 (Afrika, Südamerika, Nordamerika, Afrika)

Die merkantilistische Politik europäischer Staaten zwang den Kolonien die Art auf, wie sie in die Weltwirtschaft integriert wurden. Die Kolonien dienten der Rohstoffproduktion für das Mutterland und den Export eventueller Überschüsse in andere europäische Länder. Zugleich dienten Kolonien als Absatzmarkt für im Mutterland hergestellte Fertigwaren. Einige europäische Länder, insbesondere England, verboten ihren Kolonien, selbst Fertigwaren herzustellen oder Fertigwaren aus anderen Ländern als England zu importieren. Eine starke Verflechtung mit dem Mutterland bestand vor allem für die britischen Kolonien in Amerika und die portugiesische Guanabara-Bucht. Die portugiesischen Kolonien südlich von Rio de Janeiro hatten hingegen wenig wirtschaftlichen Austausch mit Portugal.
Mit den Navigationsakten verbot England bestimmte Waren wie Zucker, Indigo, Baumwolle, Tabak, Teer, Pech und Terpentin an andere Länder zu verkaufen. Der Handel war nur zwischen den englischen Kolonien und England erlaubt. Damit reduzierte England seine Abhängigkeit von anderen europäischen Staaten. Hatte England früher Tabak und Zucker aus Südamerika sowie Teer, Pech und Terpentin aus Skandinavien bzw. den Balten importiert, wurden diese Waren zunehmend nur noch aus den britischen Kolonien bezogen. Mit der zunehmenden Ausdehnung und Erschließung der Kolonien stieg auch die Warenproduktion. So konnte 85–90 % des nach England verkauften Tabaks von englischen Kaufleuten an andere europäische Länder weiterverkauft werden. Es kam auch zu einer starken Ausweitung des atlantischen Dreieckshandels, der maßgeblich auf Sklavenhandel beruhte. Der Handel mit den Kolonien kam hauptsächlich den englischen Händlern, Schiffseigentümern, Kapitalgebern, Arbeitern und Seeleuten zugute.
Damit keine Industriekonkurrenz aus den Kolonien entstehen sollte, verbot England 1699 den Export von Wollkleidung aus den Kolonien. 1732 wurde der Export von Hüten aus den Kolonien verboten. Die Eisenproduktion war den nordamerikanischen Kolonien erlaubt, da England die Abhängigkeit von skandinavischem Eisen reduzieren wollte. Die Produktion von Eisenwaren war den Kolonien zwar verboten, das Verbot wurde aber nicht geachtet. Bis 1775 entfielen auf Pennsylvania, Maryland und New Jersey 15 % der Weltproduktion. England versuchte auch vergeblich den Eigenhandel nordamerikanischer Händler mit der Karibik zu unterbinden. Dieser Konflikt war einer der Gründe die zum Amerikanischen Unabhängigkeitskrieg führten.
Portugal versuchte seiner brasilianischen Kolonie eine ähnliche Politik aufzuzwingen. 1571 erhielten portugiesische Schiffe das exklusive Recht für den Handel mit Brasilien. Allerdings war die portugiesische Marine zu schwach um das Verbot durchzusetzen. Im 16. Jahrhundert wurde der Handel mit Brasilien zu 66 % von niederländischen Kaufleuten betrieben. Brasilianischer Zucker wurde zu einem Großteil in den Niederlanden raffiniert und dann weiterverkauft. Im 17. Jahrhundert verdrängten englische Kaufleute die niederländischen aus dem Handel mit Brasilien. 1785 verbot Portugal den Brasilianern jede Art von Industrie, mit Ausnahme der Herstellung von Sklavenkleidung und der Herstellung von Säcken für den Export von landwirtschaftlichen Produkten. Aufgrund des Methuenvertrags profitierte davon aber nicht die portugiesische, sondern die englische Industrie.
Durch die Sklavenarbeit in den Kolonien konnte Europa mit billigen Waren überschwemmt werden. In den Kolonien gelangten die Plantagenbesitzer zu großem Wohlstand, die restliche Wirtschaft hingegen wurde eher gedämpft. Eine Ausnahme bildete Neuengland, das die Vorteil des englischen Protektionismus zu nutzen wusste, die für sie nachteiligen Verbote aber zu unterlaufen verstand. Die merkantilistische Politik wurde in den Kolonien weniger durch direkten Zwang der Mutterländer durchgesetzt, sondern beruhte im Wesentlichen auf der Kooperation der Eliten in den Kolonien. Die in der Zeit des Kolonialismus angelegten Wirtschaftsstrukturen überdauerten das Ende des Kolonialismus.

## Einordnung

### Begriffsgeschichte
Der Begriff Merkantilismus ist keine Selbstbezeichnung, sondern wurde von den Begründern der klassischen Nationalökonomie um Adam Smith und John Ramsay McCulloch eingeführt. Diese verstanden unter Merkantilismus die Verwechslung von Reichtum mit Geld und das ihrer Ansicht nach sinnlose Unterfangen, Handelsbilanzüberschüsse anzustreben. Sie kritisierten Merkantilismus als eine Politik, die nur dazu diene, privilegien- und monopolversessene Kaufleute zu stützen. In den Debatten des frühen 19. Jahrhunderts wurde Merkantilismus als protektionistischer Gegenpol zum Freihandelsgedanken der klassischen Nationalökonomie und zum Laissez-faire des Manchesterliberalismus verstanden. Die Debatte führte zu einer Überspitzung der Unterschiede und zu einem deformierten Verständnis des Merkantilismus, dessen Protagonisten Protektionismus keineswegs als Selbstzweck bzw. erstrebenswerten Dauerzustand sahen. Auch die Freihandelstheorie von Adam Smith wurde von den Manchesterliberalen um Richard Cobden viel doktrinärer ausgelegt als sie ursprünglich gedacht war. Im späten 19. Jahrhundert erfuhr der Merkantilismus durch Wirtschaftshistoriker wie Wilhelm Roscher und Gustav Schmoller eine positive Uminterpretation dergestalt, dass im Merkantilismus das Entstehen des modernen, starken Staates gesehen wurde. Der Wirtschaftshistoriker Donald Cuthbert Coleman stellte 1980 die These auf, dass es einen Merkantilismus nie gegeben hat, weil Theorie und Praxis gänzlich inkohärent gewesen seien. In der wissenschaftlichen Diskussion hat sich zwar die Erkenntnis durchgesetzt, dass die merkantilistischen Theoretiker oft unsystematisch und inkonsequent arbeiteten. Gleichwohl halten die meisten Historiker an dem Begriff Merkantilismus fest, weil in einer über reinen Pragmatismus hinausgehenden Systematik und zumindest in einigen Punkten praktischer Wirtschaftspolitik ein gemeinsamer modus operandi erkennbar ist. Lars Magnusson beispielsweise definiert Merkantilismus als ein Bündel ähnlicher Vorstellungen, wie durch Außenhandel und Manufakturen Macht und Wohlstand des frühmodernen Staates vergrößert werden konnten.

### Zeitgenössische Kritik
Zeitgenössische Kritik wurde u. a. von den Physiokraten geäußert. Sie kritisierten den Dirigismus und im Falle Frankreichs auch die Vernachlässigung der Landwirtschaft. Vincent de Gournay formulierte als Gegenmotto zum Merkantilismus: « Laissez faire, laissez passer, le monde va de lui-même » (deutsch: „Lasst es geschehen, lasst es vorübergehen, die Welt bewegt sich von selbst weiter“).
David Hume kritisierte die Vorstellung, Außenhandel als Fortsetzung des Krieges mit anderen Mitteln zu betrachten. Vielmehr führe der Reichtum anderer Länder zu einer verstärkten Nachfrage nach Importgütern, so dass sich der Reichtum auch auf andere Länder übertrage:

“Were our narrow and malignant politics to meet with success, we should reduce all our neighbouring nations to the same state of sloth and ignorance that prevails in MOROCCO and the coast of BARBARY. But what would be the consequence? They could send us no commodities: They could take none from us: Our domestic commerce itself would languish for want of emulation, example, and instruction: And we ourselves should soon fall into the same abject condition, to which we had reduced them.”

„Um unsere kleingeistige und bösartige Politik erfolgreich zu machen, sollten wir all unsere Nachbarnationen auf den gleichen Stand der Faulheit und Unwissenheit reduzieren, der in Marokko und an der Barbarenküste herrscht. Aber was wäre die Folge? Sie könnten uns keine Waren schicken: Sie könnten uns keine Waren abnehmen: Unser heimischer Handel würde selbst erlahmen, aus Mangel an Nachahmung, Vorbild und Belehrung: Und wir würden selbst bald in denselben kläglichen Zustand fallen, auf den wir sie zu reduzieren versuchen.“

David Hume formulierte auch eine lange Zeit sehr einflussreiche Kritik an der merkantilistischen Lehrmeinung, dass stetige Außenhandelsüberschüsse anzustreben seien. Er führte aus, dass es der Goldautomatismus unmöglich mache, stetige Außenhandelsüberschüsse zu erzielen. Die Anhäufung von Gold aus Außenhandelsüberschüssen führe zu einer Erhöhung der Geldmenge und damit zu einer höheren Inflation. Dies wiederum führt über steigende Preise (unter den Bedingungen einer Goldumlaufwährung) zu einer Verschlechterung der Exportchancen und einer Erhöhung des Importanreizes. Josiah Tucker widersprach dem insoweit, als eine Erhöhung der Geldmenge den Anstoß zu vertiefter Arbeitsteilung, neuen Bedürfnissen und verbesserten Technologien geben könne. Er unterschied den Fall, dass die Erhöhung der Geldmenge durch Ausbeutung von Kolonien oder der Entdeckung neuer Minen entstand und den Fall, dass der Goldzufluss durch Wirtschaftstätigkeit bewirkt wird. Im ersteren Fall käme es (wie in Spanien) zu steigenden Preisen und einem Anstieg der Untätigkeit, also zu einer realen Verarmung des Landes. Im letzteren Fall käme es zu einer dynamischeren wirtschaftlichen Entwicklung und steigendem Wohlstand. Heute ist der von Hume ausformulierte Goldmechanismus grundsätzlich volkswirtschaftlich allgemein anerkannt. Allerdings hat sich die Volkswirtschaftslehre insoweit weiterentwickelt, dass die Inflation nicht von der Entwicklung der Geldmenge allein abhängt, sondern von der Entwicklung der Geldmenge in Relation zum Wirtschaftswachstum. In neuerer Zeit wird dem Merkantilismus von keynesianischen, neukeynsianischen und monetaristischen Ökonomen zugutegehalten, dass die Anhäufung möglichst großer Goldbestände bei einem Währungsregime der Goldumlaufwährung durchaus rational war. Denn wenn das Wachstum der Geldmenge hinter dem Wirtschaftswachstum zurückbleibt, kann die Wirtschaft in eine Deflation geraten und deshalb das Wirtschaftswachstum unter dem Potential bleiben. Eine andere Frage ist aber, ob Freihandelspolitik dem Ziel der Goldanhäufung nicht besser hätte dienen können.

### Aktuelle Einordnung

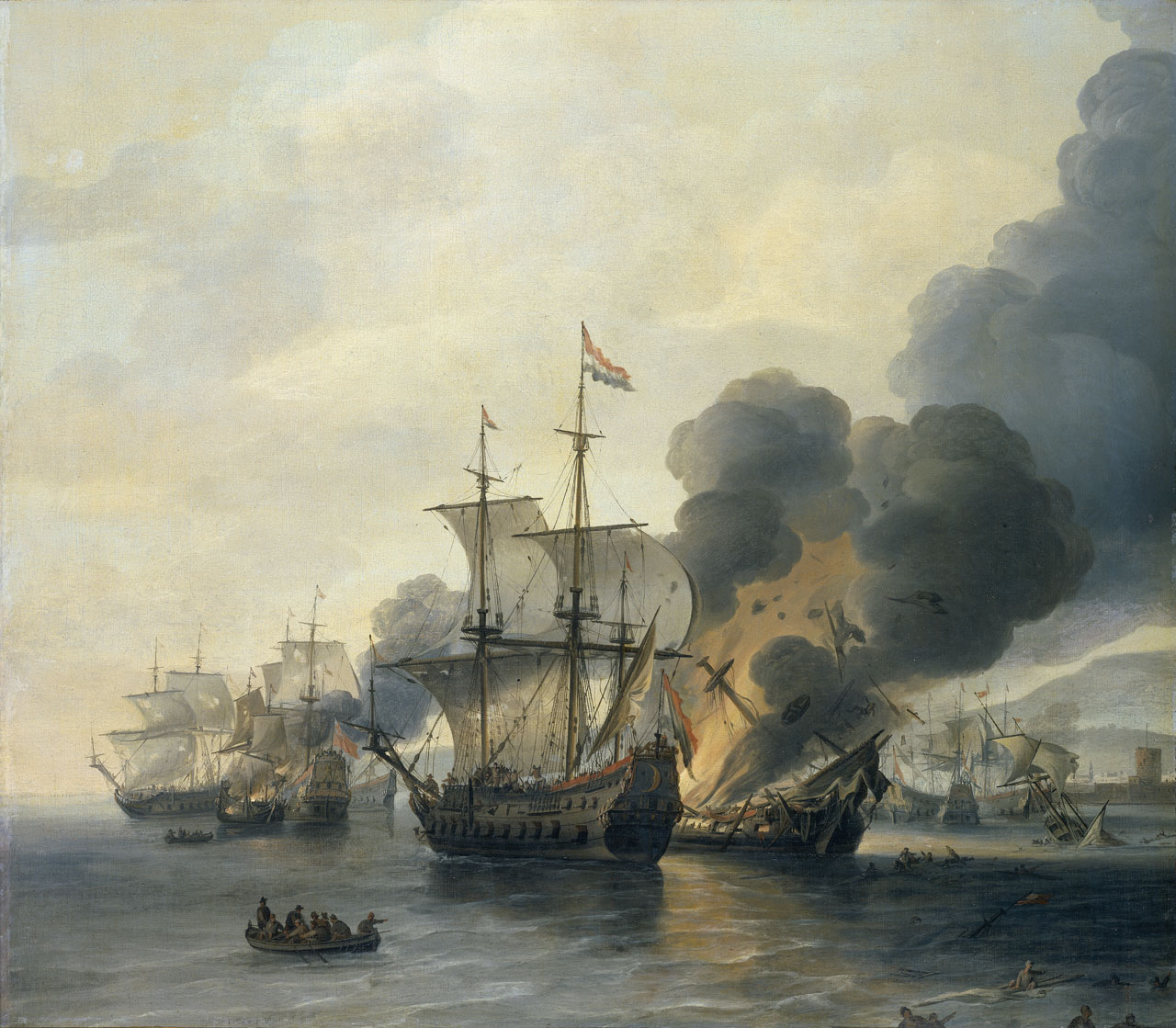
Eine der Seeschlachten im Englisch-Niederländischen Krieg (1652–1654). Gemälde von Willem van Diest (Mitte 17. Jahrhundert).

Kritisch wird angemerkt, dass die merkantilistische Vorstellung von internationalem Wettbewerb als Nullsummenspiel zu den vielen Kabinettskriegen beigetragen habe. Dem wird entgegengehalten, dass Wirtschaftspolitik im Zeitalter des Absolutismus nur Mittel zum Zweck der Machtpolitik war und Kriege nie allein aus wirtschaftlichen Motiven geführt wurden. Am Beispiel der Vertreibung der Hugenotten aus Frankreich zeigt sich, dass machtpolitische Überlegungen oft wichtiger waren als ökonomische Rationalität. Die Historiker Gijs Rommelse und Roger Downing verwarfen 2012 die These, dass merkantilistische Wirtschaftspolitik für die ersten beiden englisch-niederländischen Kriege als Kriegsgrund eine Rolle gespielt habe. Der Grund sei vielmehr die Enttäuschung der Engländer darüber gewesen, dass die seinerzeit aufstrebenden Holländer eine stärkere Bindung an England ablehnten.
Im März 2012 diskutierten Historiker in den Räumlichkeiten des deutschen historischen Instituts in Paris über das Thema Merkantilismus? Wiederaufnahme einer Debatte und stellten dabei mehrheitlich fest, dass situative Handlungsempfehlungen der Merkantilisten in der Rezeption oft als Dogmen missverstanden wurden. Guillaume Garner verwies darauf, dass die Zustimmung bzw. Ablehnung von Schutzzöllen durch Händler und Produzenten stark von der jeweiligen individuellen Marktsituation abhingen und wenig von abstrakten Überlegungen. Thomas Simon betonte die Notwendigkeit, Kommerzialismus und Colbertismus stärker vom deutschen Kameralismus zu unterscheiden. Während Kommerzialismus und Colbertismus auf der Ansicht basiere, erst durch Handel könnten Gewinne realisiert werden, entstehe nach Ansicht der Kameralismus Wohlstand bereits durch Produktion. Für die Kameralisten war der Wohlstand der Nationen also kein Nullsummenspiel, bei dem eine Nation nur auf Kosten einer anderen Wohlstand erlangen könnte. Jean-Yves Grenier verwies auf eine starke scholastische Tradition des Merkantilismus. Im Binnenmarkt waren Monopole verpönt, weil ein gerechter Preis realisiert werden sollte. Im Außenhandel jedoch waren Monopole nützlich, um möglichst hohe Renditen zu erzielen. Aus theologischen Gründen sei jeder zu nicht mehr als standesgemäßem Konsum verpflichtet gewesen. Moritz Isenmann vertrat in seinem Aufsatz War Colbert ein Merkantilist? die These, dass Colbert von früheren Historikern einseitig interpretiert wurde. Die Außenhandelspolitik Colberts bestand darin, durch Einfuhrzölle Preisvorteile auszugleichen. Über den Absatzerfolg sollte nicht der günstigste Preis, sondern die Qualität der Produktion entscheiden. Eine Handels- und Machtpolitik auf Kosten der Nachbarn sei in Wirklichkeit nicht die Strategie Frankreichs, sondern Großbritanniens gewesen. Jochen Hook, Burkhard Nolte und Junko Thérèse Takeda arbeiteten heraus, dass staatlicher Dirigismus im 18. Jahrhundert von geringer praktischer Relevanz war. Der absolutistische Staat hatte viel weniger Kontrollmöglichkeiten, als es die heutigen modernen Staaten haben. Aus der Tatsache, dass staatliche Vorschriften ständig erneuert wurden, lässt sich schließen, dass diese keine nachhaltige Wirkung entfalteten.
Basis des Merkantilismus war der steigende Geldbedarf des absolutistischen Staates. Es zeigte sich, dass die Ausweitung und Entfaltung der Produktivkräfte der Volkswirtschaft des Mutterlandes die Steuereinnahmen erhöhten. Daraus erwuchs ein Interesse an Volkswirtschaftslehre. In der Praxis des Merkantilismus drehte sich der Schwerpunkt der Überlegungen weniger um die Nutzenmaximierung für alle Untertanen, als vielmehr um die Stärkung der wirtschaftlichen und finanziellen Basis des Staates. Daraus folgern einige Historiker, dass der Merkantilismus nicht nur zeitgleich mit dem politischen Absolutismus auftrat, sondern dass Merkantilismus die ökonomische Ausprägung des Absolutismus war. Dagegen wird argumentiert, dass z. B. der französische und brandenburgisch-preußische Merkantilismus zwar durchaus von staats- und planwirtschaftlichen Elementen durchsetzt war, dass das letztendliche Ziel aber nicht eine Staatswirtschaft war, sondern die Privatisierung international wettbewerbsfähiger Unternehmen. In diesem Sinn wird der brandenburgisch-preußische Merkantilismus auch als Vorbereiter des Privatkapitalismus interpretiert. Die Geldknappheit des absolutistischen Staates zwang dazu, nur Kernbereiche der jeweiligen Volkswirtschaft zu fördern. In Frankreich war das die Luxusgüterindustrie, in England der Handel, in Deutschland das Gewerbe und der Agrarsektor. Das war gleichsam eine Vorwegnahme der Führungssektor-Konzeption.
Der Merkantilismus war nur Mittel zum Zweck der Stärkung der Finanzkraft eines Landes. Daraus erklärt sich, dass sich keine geschlossene kohärente Theorie entwickelte, sondern Theorie und Praxis von Pragmatismus dominiert wurden. Direkte Nutznießer des Merkantilismus waren neben den Landesfürsten die Unternehmer, Verleger und Großhändler. Deren Aufstieg ging mit einem Bedeutungsverlust der Zünfte und Gilden sowie des Landadels einher. Die wirtschaftlichen Folgen des Merkantilismus sind schwer einzuschätzen, da es keine brauchbaren Statistiken aus der Zeit gibt. Einerseits hat die Entwicklung eines Binnenmarktes und die Begründung neuer Gewerbezweige sicherlich der Volkswirtschaft genutzt. Andererseits schlug die Gewerbeförderung oftmals im blanken Dirigismus um, der das Unternehmertum schwächte. Im Falle Frankreichs wird auch die einseitige Ausrichtung auf den sekundären und tertiären Sektor kritisiert, denn drei von vier Arbeitskräften arbeiteten in der Landwirtschaft.

### Vergleich mit anderen Wirtschaftssystemen

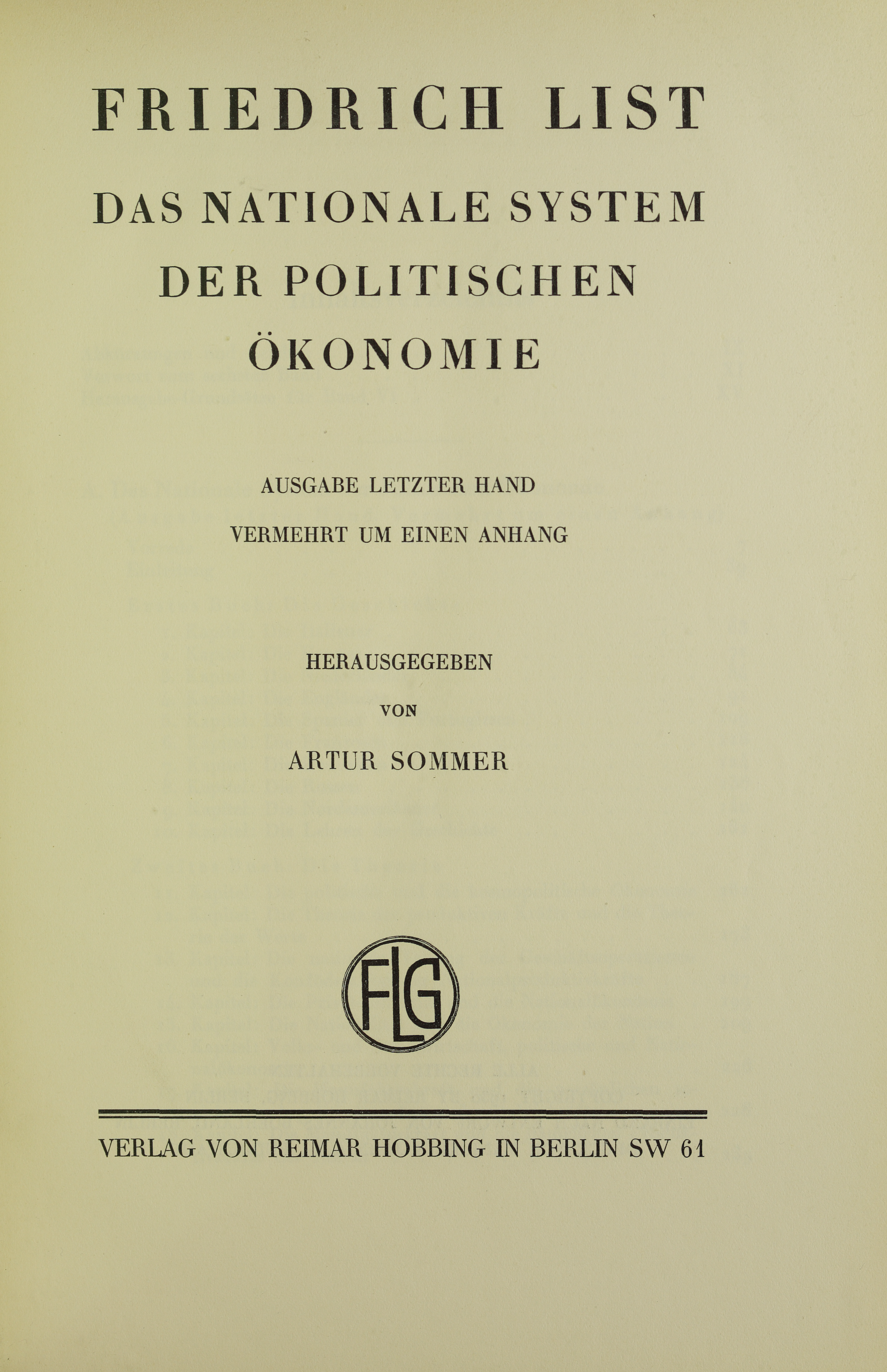
Das nationale System der politischen Ökonomie von Friedrich List ist eines der bedeutendsten Werke des Neomerkantilismus.

Im Gegensatz zum Merkantilismus sieht der klassische Wirtschaftsliberalismus staatliche Eingriffe als grundsätzlich schädlich an. Nach dem Idealbild des klassischen Wirtschaftsliberalismus soll sich der Staat darauf beschränken, eine für alle Menschen unterschiedslos verbindliche Rechtsordnung zu errichten, die militärische Verteidigung gegenüber Angriffen anderer Staaten sicherzustellen und einige für die gesellschaftliche und ökonomische Entwicklung relevante öffentliche Güter wie innere Sicherheit, Rechtsprechung, und Infrastruktur bereitzustellen. Der klassische Wirtschaftsliberalismus propagiert zudem Freihandel als in jeder Situation erstrebenswert. Der Laissez-Faire-Liberalismus bzw. Manchesterliberalismus verkürzte die Argumentation des klassischen Wirtschaftsliberalismus dahingehend, dass sich der Staat jeglicher Beeinflussung von Wirtschaftsprozessen enthalten sollte, auch im Falle von Marktversagen und sozialen Missständen. Jegliche Konjunkturpolitik wurde ebenfalls abgelehnt. Der Neoliberalismus im Sinne des Ordoliberalismus sieht im Gegensatz dazu die Notwendigkeit staatlicher Eingriffe bei Marktversagen.
Der Neomerkantilismus sieht Freihandel als ein auf lange Sicht überlegenes Prinzip an. Im Gegensatz zum klassischen Wirtschaftsliberalismus wurde aber ein vorübergehender Handelsprotektionismus (Erziehungszoll) und Staatsintervention zur Stützung junger, noch nicht konkurrenzfähiger Industriezweige befürwortet. Mitte des 19. Jahrhunderts hatte England einen erheblichen Vorsprung in der Industrialisierung und hatte deshalb einen großen Vorsprung im Produktionsvolumen und der Produktionseffizienz. Alexander Hamilton und Friedrich List, die geistigen Begründer des Neomerkantilismus waren daher der Ansicht, dass eine Industrialisierung der Vereinigten Staaten und Deutschlands nicht von selbst erfolgen könnte. Ende des 19. Jahrhunderts und von 1929 bis Mitte der 1930er Jahre gab es weitere als Neomerkantilismus bezeichnete Phasen, in denen aus Anlass von Wirtschaftskrisen viele Staaten eine ausgeprägte Schutzzollpolitik, Beggar-thy-Neighbor-Politik und zum Teil Devisenbewirtschaftung verfolgten.
Die Wirtschaftspolitik entwickelter kapitalistischer Länder weist im späten 20. und zu Beginn des 21. Jahrhunderts, wenn auch unter veränderten Bedingungen im Vergleich zur Entstehungs- und Blütezeit des Merkantilismus, gewisse merkantilistische Züge auf, sofern sie auf Exportüberschüsse, Wirtschaftswachstum, hohe Beschäftigung und niedrige Lohnstückkosten setzt. John M. Keynes begründet staatliche Eingriffe in die Wirtschaft, sein „view of economic relationship is in many ways strikingly similar to that of the mercantilists“, so dass seine Lehre mitunter als Neomerkantilismus bezeichnet wird. Freihandels- und darüber hinausgehende Abkommen wie TTIP (Transatlantic Trade and Investment Partnership, geplantes, nicht realisiertes Abkommen zwischen der EU und den USA) oder CETA (Comprehensive Economic and Trade Agreement, zwischen der EU und Kanada) haben das Ziel, den Absatz der Waren in anderen Ländern zu erleichtern. Sie stärken den Einfluss der Kapitale aus den dominanten Volkswirtschaften. Unternehmen aus wirtschaftlich schwächeren Staaten wird der Absatz ihrer Fertigwaren erschwert. Im ungünstigsten Fall zerstören Exportförderungen der hochentwickelten Staaten in schwächeren Ländern durch Billigimporte deren heimische Märkte.
Das heute am weitesten verbreitete Wirtschaftssystem wird als marktwirtschaftlicher Interventionismus bezeichnet, ein Beispiel ist die Soziale Marktwirtschaft. Das System sieht einen staatlichen Ordnungsrahmen vor, innerhalb dessen sich die Wirtschaft frei entfaltet. Vorübergehende Staatsinterventionen in den Wirtschaftsprozess werden dann befürwortet, wenn sie der besseren Funktionsfähigkeit des Marktes dienen. In diesem Wirtschaftssystem gibt es auch Raum für Sozialpolitik.